# Список медалістів літніх Олімпійських ігор 2012
Нижче представлено список усіх медалістів літніх Олімпійських ігор 2012, що проходили у столиці Великої Британії Лондоні з 27 липня по 12 серпня 2012 року. У змаганнях брали участь близько 10 500 спортсменів з 204 країн, які розігрували 302 комплекти медалей у 26 видах спорту.
| Зміст                            | Зміст                           | Зміст                                                  | Зміст                                                  | Зміст                | Зміст                |
| -------------------------------- | ------------------------------- | ------------------------------------------------------ | ------------------------------------------------------ | -------------------- | -------------------- |
| Академічне веслування            | Академічне веслування           | Волейбол                                               | Волейбол                                               | Стрільба             | Стрільба             |
| Бадмінтон                        | Бадмінтон                       | Гандбол                                                | Гандбол                                                | Стрільба з лука      | Стрільба з лука      |
| Баскетбол                        | Баскетбол                       | Дзюдо                                                  | Дзюдо                                                  | Сучасне п'ятиборство | Сучасне п'ятиборство |
| Бокс                             | Бокс                            | Кінний спорт                                           | Кінний спорт                                           | Теніс                | Теніс                |
| Боротьба                         | Боротьба                        | Легка атлетика                                         | Легка атлетика                                         | Тріатлон             | Тріатлон             |
| Важка атлетика                   | Важка атлетика                  | Настільний теніс                                       | Настільний теніс                                       | Тхеквондо            | Тхеквондо            |
| Велоспорт                        | Велоспорт                       | Плавання                                               | Плавання                                               | Фехтування           | Фехтування           |
| Веслування на байдарках та каное | Веслування на байдарках і каное | Синхронне плавання                                     | Синхронне плавання                                     | Футбол               | Футбол               |
| Веслування на байдарках та каное | Веслування на байдарках і каное | Спортивна гімнастика                                   | Спортивна гімнастика                                   | Хокей на траві       | Хокей на траві       |
| Вітрильний спорт                 | Вітрильний спорт                | Стрибки на батуті                                      | Стрибки на батуті                                      | Художня гімнастика   | Художня гімнастика   |
| Водне поло                       | Водне поло                      | Стрибки у воду                                         | Стрибки у воду                                         | Художня гімнастика   | Художня гімнастика   |
|                                  |                                 |                                                        |                                                        |                      |                      |
| Олімпійські кільця               | Олімпійські кільця              | Лідери за медалями • Див. також • Примітки • Посилання | Лідери за медалями • Див. також • Примітки • Посилання | Олімпійські кільця   | Олімпійські кільця   |

## Академічне веслування
| Загальна кількість медалей | Загальна кількість медалей | Загальна кількість медалей | Загальна кількість медалей | Загальна кількість медалей | Олімпійські кільця |
| Місце                      | Країна                     | Золото                     | Срібло                     | Бронза                     | Всього             |
| 1                          | Велика Британія            | 4                          | 2                          | 3                          | 9                  |
| 2                          | Нова Зеландія              | 3                          | 0                          | 2                          | 5                  |
| 3                          | Німеччина                  | 2                          | 1                          | 0                          | 3                  |

| Дисципліна                                    | Золото | Срібло | Бронза |
| --------------------------------------------- | --- | --- | --- |
| Парні одиночки, чоловіки детальніше           | Мае Дрісдейл · Нова Зеландія (NZL) | Ондржей Синек · Чехія (CZE) | Алан Кемпбелл · Велика Британія (GBR) |
| Парні одиночки, жінки детальніше              | Мірослава Кнапкова · Чехія (CZE) | Фіє Удбі Еріхсен · Данія (DEN) | Кім Кроу · Австралія (AUS) |
| Двійки, чоловіки детальніше                   | Нова Зеландія (NZL) Геміш Бонд Ерік Маррей | Франція (FRA) Жермен Шарден Доріан Мортелетт | Велика Британія (GBR) Джордж Неш Вільям Сетч |
| Двійки, жінки детальніше                      | Велика Британія (GBR) Гелен Гловер Гезер Стеннінг | Австралія (AUS) Кейт Горнсі Сара Тейт | Нова Зеландія (NZL) Джульєтт Гей Ребекка Скоун |
| Парні двійки, чоловіки детальніше             | Нова Зеландія (NZL) Натан Коен Джозеф Салліван | Італія (ITA) Романо Баттісті Алессіо Сарторі | Словенія (SLO) Ізток Чоп Лука Шпік |
| Парні двійки, жінки детальніше                | Велика Британія (GBR) Кетрін Грейнджер Анна Воткінс | Австралія (AUS) Кім Кроу Брук Претлі | Польща (POL) Магдалена Фулярчик Юлія Міхальська |
| Парні двійки, легка вага, чоловіки детальніше | Данія (DEN) Расмус Квіст Гансен Мадс Расмуссен | Велика Британія (GBR) Марк Гантер Зек Перчес | Нова Зеландія (NZL) Пітер Тейлор Сторм Уру |
| Парні двійки, легка вага, жінки детальніше    | Велика Британія (GBR) Кетрін Коупленд Софі Госкінг | Китай (CHN) Сю Донсян Хуан Вень'і | Греція (GRE) Христина Язідзіду Александра Цяву |
| Четвірки, чоловіки детальніше                 | Велика Британія (GBR) Алекс Грегорі Том Джеймс Піт Рід Ендрю Тріґґс-Ходж                                                                                   | Австралія (AUS) Джеймс Чепмен Джошуа Данклі-Сміт Дрю Джінн Вільям Локвуд                                                                                    | США (USA) Чарлі Коул Скотт Голт Гленн Очал Генрік Раммел |
| Четвірки, легка вага, чоловіки детальніше     | ПАР (RSA) Метью Бріттен Сізве Ндлову Джон Сміт Джеймс Томпсон                                                                                              | Велика Британія (GBR) Кріс Бартлі Пітер Чамберс Річард Чамберс Роб Вільямс                                                                                  | Данія (DEN) Якоб Барсое Ескілд Еббесен Мортен Єргенсен Каспер Вінтер Єргенсен                                                                                       |
| Парні четвірки, чоловіки детальніше           | Німеччина (GER) Тім Громанн Карл Шульце Лауріц Шооф Філліпп Венде                                                                                          | Хорватія (CRO) Дамір Мартін Давид Шайн Мартін Сінкович Валент Сінкович                                                                                      | Австралія (AUS) Карстен Форстерлінг Джеймс Макрей Кріс Морган Деніел Нунан                                                                                          |
| Парні четвірки, жінки детальніше              | Україна (UKR) Яна Дементьєва Наталія Довгодько Анастасія Коженкова Катерина Тарасенко                                                                      | Німеччина (GER) Каріна Бер Брітта Оппельт Юлія Ріхтер Аннекатрін Тіле                                                                                       | США (USA) Наталі Делл Кара Колер Меган Келмоу Едрієнн Мартеллі |
| Вісімки, чоловіки детальніше                  | Німеччина (GER) Філіп Адамські Ерік Йоганнесен Андреас Куффнер Флоріан Менніген Лукас Мюллер Максиміліан Рейнельт Ріхард Шмідт Мартін Зауер Крістоф Вільке | Канада (CAN) Габріель Берген Джеремія Браун Ендрю Бірнз Вілл Кротерс Дуглас Ксіма Роберт Гібсон Малкольм Говард Конлін Маккейб Браян Прайс                  | Велика Британія (GBR) Річард Еджінгтон Джеймс Фоуд Фелан Гілл Метью Ленгрідж Константін Лулудіс Алекс Партрідж Том Ренслі Грег Серл Мохамед Сбігі                   |
| Вісімки, жінки детальніше                     | США (USA) Ерін Кафаро Карін Дейвіс Сюзан Франсія Естер Лофгрен Елеанор Логан Керолайн Лінд Меган Мусніцькі Тейлор Рітцель Мері Віппл                       | Канада (CAN) Ешлі Брозович Кріста Галоєн Дженін Генсон Дарсі Маркардт Наталі Мастраччі Андреанн Морен Лорен Вілкінсон Леслі Томпсон-Віллі Рейчелл Вайінберг | Нідерланди (NED) Шанталь Ахтерберг Клаудія Бельдербос Карліне Боу Аннемік де Ган Сицке де Грот Нінке Кінгма Анне Схеллекенс Роліне Репелар ван Дріл Якобін Венговен |

## Бадмінтон
| Загальна кількість медалей | Загальна кількість медалей | Загальна кількість медалей | Загальна кількість медалей | Загальна кількість медалей | Олімпійські кільця |
| Місце                      | Країна                     | Золото                     | Срібло                     | Бронза                     | Всього             |
| 1                          | Китай                      | 5                          | 2                          | 1                          | 8                  |
| 2                          | Данія                      | 0                          | 1                          | 1                          | 2                  |
| 3                          | Японія                     | 0                          | 1                          | 0                          | 1                  |
| 3                          | Малайзія                   | 0                          | 1                          | 0                          | 1                  |

| Дисципліна                            | Золото                            | Срібло                                    | Бронза                                              |
| ------------------------------------- | --------------------------------- | ----------------------------------------- | --------------------------------------------------- |
| Чоловічий одиночний розряд детальніше | Лінь Дань · Китай (CHN)           | Лі Чон Вей · Малайзія (MAS)               | Чень Лун · Китай (CHN)                              |
| Чоловічий парний розряд детальніше    | Китай (CHN) Цай Юнь Фу Хайфен     | Данія (DEN) Матіас Бое Карстен Могенсен   | Південна Корея (KOR) Чон Чєсон Лі Йонде             |
| Жіночий одиночний розряд детальніше   | Лі Сюежуй · Китай (CHN)           | Ван Іхань · Китай (CHN)                   | Саїна Невал · Індія (IND)                           |
| Жіночий парний розряд детальніше      | Китай (CHN) Тянь Цін Чжао Юньлей  | Японія (JPN) Фудзії Мідзукі Какіїва Рейка | Росія (RUS) Валерія Сорокіна Ніна Віслова           |
| Змішаний розряд детальніше            | Китай (CHN) Чжан Нань Чжао Юньлей | Китай (CHN) Сюй Чень Ма Цзінь             | Данія (DEN) Йоахім Фішер Нільсен Хрістінна Педерсен |

## Баскетбол
| Загальна кількість медалей | Загальна кількість медалей | Загальна кількість медалей | Загальна кількість медалей | Загальна кількість медалей | Олімпійські кільця |
| Місце                      | Країна                     | Золото                     | Срібло                     | Бронза                     | Всього             |
| 1                          | США                        | 2                          | 0                          | 0                          | 2                  |
| 2                          | Іспанія                    | 0                          | 1                          | 0                          | 1                  |
| 2                          | Франція                    | 0                          | 1                          | 0                          | 1                  |

| Дисципліна | Золото | Срібло | Бронза |
| ---------- | --- | --- | --- |
| Чоловіки   | США (USA) Тайсон Чендлер Кевін Дюрант Леброн Джеймс Расселл Вестбрук Дерон Вільямс Андре Ігуодала Кобі Браянт Кевін Лав Джеймс Гарден Кріс Пол Ентоні Девіс Кармело Ентоні | Іспанія (ESP) По Газоль Руді Фернандес Серхіо Родрігес Хуан Карлос Наварро Хосе Кальдерон Феліпе Реєс Віктор Клавер Фернандо Сан Еметеріо Серхіо Люль Марк Газоль Серхе Ібака Віктор Сада | Росія (RUS) Олексій Швед Тимофій Мозгов Сергій Карасьов Віталій Фрідзон Саша Каун Євген Воронов Віктор Хряпа Семен Антонов Сергій Моня Дмитро Хвостов Антон Понкрашов Андрій Кириленко   |
| Жінки      | США (USA) Ліндсі Вейлен Сеймон Огастус Сью Берд Майя Мур Енджел Маккотрі Ася Джонс Таміка Кетчінгс Свін Кеш Даяна Торасі Сільвія Фоулз Тіна Чарлз Кендейс Паркер           | Франція (FRA) Ізабель Якубу Андене Мієм Клеманс Бекес Сандрін Груда Едвідж Лоусон-Вейд Селін Дюмерк Флоранс Лепрон Емілі Гоміс Маріон Лаборд Елоді Годен Еммелін Ндонг Женніфер Дігбе     | Австралія (AUS) Дженна О'Гі Саманта Річардс Дженніфер Скрін Еббі Бішоп Сюзі Баткович Катлін Маклеод Крісті Герровер Лора Саммертон Белінда Снелл Рейчел Джеррі Ліз Кембідж Лорен Джексон |

## Бокс
| Загальна кількість медалей | Загальна кількість медалей | Загальна кількість медалей | Загальна кількість медалей | Загальна кількість медалей | Олімпійські кільця |
| Місце                      | Країна                     | Золото                     | Срібло                     | Бронза                     | Всього             |
| 1                          | Велика Британія            | 3                          | 1                          | 1                          | 5                  |
| 2                          | Україна                    | 2                          | 1                          | 2                          | 5                  |
| 3                          | Куба                       | 2                          | 0                          | 2                          | 4                  |

| Дисципліна                       | Золото                                | Срібло                                     | Бронза                                      |
| -------------------------------- | ------------------------------------- | ------------------------------------------ | ------------------------------------------- |
| до 49 кг, чоловіки докладніше    | Цзоу Шімін · Китай (CHN)              | Каео Понгпраюн · Таїланд (THA)             | Педді Барнс · Ірландія (IRL)                |
| до 49 кг, чоловіки докладніше    | Цзоу Шімін · Китай (CHN)              | Каео Понгпраюн · Таїланд (THA)             | Давид Айрапетян · Росія (RUS)               |
| до 52 кг, чоловіки докладніше    | Робейсі Рамірес · Куба (CUB)          | Нямбаярин Тегсцогт · Монголія (MGL)        | Михайло Алоян · Росія (RUS)                 |
| до 52 кг, чоловіки докладніше    | Робейсі Рамірес · Куба (CUB)          | Нямбаярин Тегсцогт · Монголія (MGL)        | Майкл Конлен · Ірландія (IRL)               |
| до 56 кг, чоловіки докладніше    | Люк Кемпбелл · Велика Британія (GBR)  | Джон Невін · Ірландія (IRL)                | Лазаро Альварес · Куба (CUB)                |
| до 56 кг, чоловіки докладніше    | Люк Кемпбелл · Велика Британія (GBR)  | Джон Невін · Ірландія (IRL)                | Сімідзу Сатосі · Японія (JPN)               |
| до 60 кг, чоловіки докладніше    | Василь Ломаченко · Україна (UKR)      | Хан Сун Чхол · Південна Корея (KOR)        | Яснієр Толедо · Куба (CUB)                  |
| до 60 кг, чоловіки докладніше    | Василь Ломаченко · Україна (UKR)      | Хан Сун Чхол · Південна Корея (KOR)        | Евальдас Петраускас · Литва (LTU)           |
| до 64 кг, чоловіки докладніше    | Ронел Іглесіас Сотолонго · Куба (CUB) | Денис Берінчик · Україна (UKR)             | Вінченцо Манджакапре · Італія (ITA)         |
| до 64 кг, чоловіки докладніше    | Ронел Іглесіас Сотолонго · Куба (CUB) | Денис Берінчик · Україна (UKR)             | Уранчимегійн Менх-Ердене · Монголія (MGL)   |
| до 69 кг, чоловіки докладніше    | Серік Сапієв · Казахстан (KAZ)        | Фредді Еванс · Велика Британія (GBR)       | Тарас Шелестюк · Україна (UKR)              |
| до 69 кг, чоловіки докладніше    | Серік Сапієв · Казахстан (KAZ)        | Фредді Еванс · Велика Британія (GBR)       | Андрій Замковий · Росія (RUS)               |
| до 75 кг, чоловіки докладніше    | Мурата Рьота · Японія (JPN)           | Есківа Фалькао Флорентіно · Бразилія (BRA) | Ентоні Огого · Велика Британія (GBR)        |
| до 75 кг, чоловіки докладніше    | Мурата Рьота · Японія (JPN)           | Есківа Фалькао Флорентіно · Бразилія (BRA) | Аббос Атоєв · Узбекистан (UZB)              |
| до 81 кг, чоловіки докладніше    | Єгор Мехонцев · Росія (RUS)           | Адільбек Ніязимбетов · Казахстан (KAZ)     | Олександр Гвоздик · Україна (UKR)           |
| до 81 кг, чоловіки докладніше    | Єгор Мехонцев · Росія (RUS)           | Адільбек Ніязимбетов · Казахстан (KAZ)     | Ямагучі Фалькао Флорентіно · Бразилія (BRA) |
| до 91 кг, чоловіки докладніше    | Олександр Усик · Україна (UKR)        | Клементе Руссо · Італія (ITA)              | Тервел Пулев · Болгарія (BUL)               |
| до 91 кг, чоловіки докладніше    | Олександр Усик · Україна (UKR)        | Клементе Руссо · Італія (ITA)              | Теймур Маммадов · Азербайджан (AZE)         |
| понад 91 кг, чоловіки докладніше | Ентоні Джошуа · Велика Британія (GBR) | Роберто Каммарелле · Італія (ITA)          | Іван Дичко · Казахстан (KAZ)                |
| понад 91 кг, чоловіки докладніше | Ентоні Джошуа · Велика Британія (GBR) | Роберто Каммарелле · Італія (ITA)          | Магомедрасул Маджидов · Азербайджан (AZE)   |
|                                  |                                       |                                            |                                             |
| до 51 кг, жінки докладніше       | Нікола Адамс · Велика Британія (GBR)  | Жень Цаньцань · Китай (CHN)                | Марлен Еспарза · США (USA)                  |
| до 51 кг, жінки докладніше       | Нікола Адамс · Велика Британія (GBR)  | Жень Цаньцань · Китай (CHN)                | Чунгнейджанг Мері Ком Хмангте · Індія (IND) |
| до 60 кг, жінки докладніше       | Кеті Тейлор · Ірландія (IRL)          | Софія Очігава · Росія (RUS)                | Мавзуна Чорієва · Таджикистан (TJK)         |
| до 60 кг, жінки докладніше       | Кеті Тейлор · Ірландія (IRL)          | Софія Очігава · Росія (RUS)                | Адріана Араужо · Бразилія (BRA)             |
| до 75 кг, жінки докладніше       | Кларесса Шилдс · США (USA)            | Надія Торлопова · Росія (RUS)              | Лі Цзіньцзи · Китай (CHN)                   |
| до 75 кг, жінки докладніше       | Кларесса Шилдс · США (USA)            | Надія Торлопова · Росія (RUS)              | Марина Вольнова · Казахстан (KAZ)           |

## Боротьба
| Загальна кількість медалей | Загальна кількість медалей | Загальна кількість медалей | Загальна кількість медалей | Загальна кількість медалей | Олімпійські кільця |
| Місце                      | Країна                     | Золото                     | Срібло                     | Бронза                     | Всього             |
| 1                          | Росія                      | 4                          | 2                          | 5                          | 11                 |
| 2                          | Японія                     | 4                          | 0                          | 2                          | 6                  |
| 3                          | Іран                       | 3                          | 1                          | 2                          | 6                  |

Вільна боротьба
| Дисципліна                      | Золото                     | Срібло                       | Бронза                                    |
| ------------------------------- | -------------------------- | ---------------------------- | ----------------------------------------- |
| до 55 кг (чоловіки) докладніше  | Джамал Отарсултанов Росія  | Владімер Хінчегашвілі Грузія | Ян Кьон Іл Північна Корея                 |
| до 55 кг (чоловіки) докладніше  | Джамал Отарсултанов Росія  | Владімер Хінчегашвілі Грузія | Юмото Сін'іті Японія                      |
| до 60 кг (чоловіки) докладніше  | Тогрул Асгаров Азербайджан | Бесік Кудухов Росія          | Коулман Скотт США                         |
| до 60 кг (чоловіки) докладніше  | Тогрул Асгаров Азербайджан | Бесік Кудухов Росія          | Йогешвар Дутт Індія                       |
| до 66 кг (чоловіки) докладніше  | Йонеміцу Тацухіро Японія   | Сушіл Кумар Індія            | Акжурек Танатаров Казахстан               |
| до 66 кг (чоловіки) докладніше  | Йонеміцу Тацухіро Японія   | Сушіл Кумар Індія            | Ліван Лопес Куба                          |
| до 74 кг (чоловіки) докладніше  | Джордан Берроуз США        | Садег Гударзі Іран           | Сослан Тігієв Узбекистан                  |
| до 74 кг (чоловіки) докладніше  | Джордан Берроуз США        | Садег Гударзі Іран           | Денис Царгуш Росія                        |
| до 84 кг (чоловіки) докладніше  | Шаріф Шаріфов Азербайджан  | Хайме Еспіналь Пуерто-Рико   | Дато Марсагішвілі Грузія                  |
| до 84 кг (чоловіки) докладніше  | Шаріф Шаріфов Азербайджан  | Хайме Еспіналь Пуерто-Рико   | Есан Лашгарі Іран                         |
| до 96 кг (чоловіки) докладніше  | Джейк Варнер США           | Валерій Андрійцев Україна    | Гіоргі Гогшелідзе Грузія                  |
| до 96 кг (чоловіки) докладніше  | Джейк Варнер США           | Валерій Андрійцев Україна    | Хетаг Газюмов Азербайджан                 |
| до 120 кг (чоловіки) докладніше | Артур Таймазов Узбекистан  | Давіт Модзманашвілі Грузія   | Комейл Гасемі Іран                        |
| до 120 кг (чоловіки) докладніше | Артур Таймазов Узбекистан  | Давіт Модзманашвілі Грузія   | Білял Махов Росія                         |
| до 48 кг (жінки) докладніше     | Обара Хітомі Японія        | Марія Стадник Азербайджан    | Кларісса Чун США                          |
| до 48 кг (жінки) докладніше     | Обара Хітомі Японія        | Марія Стадник Азербайджан    | Керол Він Канада                          |
| до 55 кг (жінки) докладніше     | Йосіда Саорі Японія        | Тоня Вербік Канада           | Жаклін Рентерія Колумбія                  |
| до 55 кг (жінки) докладніше     | Йосіда Саорі Японія        | Тоня Вербік Канада           | Юлія Раткевич · Азербайджан · Азербайджан |
| до 63 кг (жінки) докладніше     | Ітьо Каорі Японія          | Цзін Жуйсюе КНР              | Любов Волосова Росія                      |
| до 63 кг (жінки) докладніше     | Ітьо Каорі Японія          | Цзін Жуйсюе КНР              | Соронзонболдин Батцецег Монголія          |
| до 72 кг (жінки) докладніше     | Наталія Воробйова Росія    | Станка Златева Болгарія      | Гюзель Манюрова Казахстан                 |
| до 72 кг (жінки) докладніше     | Наталія Воробйова Росія    | Станка Златева Болгарія      | Майдер Унда Іспанія                       |

Греко-римська боротьба
| Подія                           | Золото                    | Срібло                      | Бронза                    |
| ------------------------------- | ------------------------- | --------------------------- | ------------------------- |
| до 55 кг (чоловіки) докладніше  | Гамід Сурян Іран          | Ровшан Байрамов Азербайджан | Петер Модош Угорщина      |
| до 55 кг (чоловіки) докладніше  | Гамід Сурян Іран          | Ровшан Байрамов Азербайджан | Мінгіян Семенов Росія     |
| до 60 кг (чоловіки) докладніше  | Омід Норузі Іран          | Реваз Лашхі Грузія          | Заур Курамагомедов Росія  |
| до 60 кг (чоловіки) докладніше  | Омід Норузі Іран          | Реваз Лашхі Грузія          | Мацумото Рютаро Японія    |
| до 66 кг (чоловіки) докладніше  | Кім Хьон У Південна Корея | Лорінц Тамаш Угорщина       | Манучар Цхадая Грузія     |
| до 66 кг (чоловіки) докладніше  | Кім Хьон У Південна Корея | Лорінц Тамаш Угорщина       | Стів Гено Франція         |
| до 74 кг (чоловіки) докладніше  | Роман Власов Росія        | Арсен Джулфалакян Вірменія  | Александр Казакевич Литва |
| до 74 кг (чоловіки) докладніше  | Роман Власов Росія        | Арсен Джулфалакян Вірменія  | Емін Ахмадов Азербайджан  |
| до 84 кг докладніше             | Алан Хугаєв Росія         | Карам Габер Єгипет          | Даніял Гаджиєв Казахстан  |
| до 84 кг докладніше             | Алан Хугаєв Росія         | Карам Габер Єгипет          | Дам'ян Яніковський Польща |
| до 96 кг (чоловіки) докладніше  | Гасем Резаеї Іран         | Рустам Тотров Росія         | Артур Алексанян Вірменія  |
| до 96 кг (чоловіки) докладніше  | Гасем Резаеї Іран         | Рустам Тотров Росія         | Джиммі Лідберг Швеція     |
| до 120 кг (чоловіки) докладніше | Міхайн Лопес Куба         | Гейкі Набі Естонія          | Різа Каяалп Туреччина     |
| до 120 кг (чоловіки) докладніше | Міхайн Лопес Куба         | Гейкі Набі Естонія          | Юхан Еурен Швеція         |

## Важка атлетика
| Загальна кількість медалей | Загальна кількість медалей | Загальна кількість медалей | Загальна кількість медалей | Загальна кількість медалей | Олімпійські кільця |
| Місце                      | Країна                     | Золото                     | Срібло                     | Бронза                     | Всього             |
| 1                          | Китай                      | 5                          | 2                          | 0                          | 7                  |
| 2                          | Казахстан                  | 4                          | 0                          | 0                          | 4                  |
| 3                          | Північна Корея             | 3                          | 0                          | 1                          | 4                  |

| Подія                              | Золото                    | Срібло                   | Бронза                   |
| ---------------------------------- | ------------------------- | ------------------------ | ------------------------ |
| До 56 кг (чоловіки) докладніше     | Ом Юн Чхоль (PRK)         | У Цзінбяо (CHN)          | Валентин Христов (AZE)   |
| До 62 кг (чоловіки) докладніше     | Кім Ин Гук (PRK)          | Оскар Фігероа (COL)      | Еко Юлі Іраван (INA)     |
| До 69 кг (чоловіки) докладніше     | Лінь Цінфен (CHN)         | Тріятно (INA)            | Резван Мартін (ROU)      |
| До 77 кг (чоловіки) докладніше     | Люй Сяоцзюнь (CHN)        | Лу Хаоцзє (CHN)          | Іван Камбар (CUB)        |
| До 85 кг (чоловіки) докладніше     | Адріан Зелінський (POL)   | Апті Аухадов (RUS)       | К'януш Ростамі (IRI)     |
| До 94 кг (чоловіки) докладніше     | Ілля Ільїн (KAZ)          | Олександр Іванов (RUS)   | Анатолій Кирику (MDA)    |
| До 105 кг (чоловіки) докладніше    | Олексій Торохтій (UKR)    | Наваб Нассіршалал (IRI)  | Бартломей Бонк (POL)     |
| Понад 105 кг (чоловіки) докладніше | Бегдад Салімі (IRI)       | Сажжад Ануширавані (IRI) | Руслан Албегов (RUS)     |
| До 48 кг (жінки) докладніше        | Ван Мінцзюань (CHN)       | Хіромі Міяке (JPN)       | Лян Чхун Хва (PRK)       |
| До 53 кг (жінки) докладніше        | Зульфія Чиншанло (KAZ)    | Сюй Шуцзін (TPE)         | Крістіна Йову (MDA)      |
| До 58 кг (жінки) докладніше        | Лі Сюеїн (CHN)            | Пімсірі Сірікаев (THA)   | Юлія Каліна (UKR)        |
| До 63 кг (жінки) докладніше        | Майя Манеза (KAZ)         | Світлана Царукаєва (RUS) | Крістін Жирар (CAN)      |
| До 69 кг (жінки) докладніше        | Лім Джон Сім (PRK)        | Роксана Кокош (ROU)      | Марина Шкерманкова (BLR) |
| До 75 кг (жінки) докладніше        | Світлана Подобєдова (KAZ) | Наталія Заболотна (RUS)  | Ірина Кулеша (BLR)       |
| Понад 75 кг (жінки) докладніше     | Чжоу Лулу (CHN)           | Тетяна Каширіна (RUS)    | Ріпсіме Хуршудян (ARM)   |

## Велоспорт
Перші три місця медального заліку у велоспорті
| Місце | Країна          | Золото | Срібло | Бронза | Загалом |
| ----- | --------------- | ------ | ------ | ------ | ------- |
| 1     | Велика Британія | 8      | 2      | 2      | 12      |
| 2     | Німеччина       | 1      | 4      | 1      | 6       |
| 3     | Франція         | 1      | 3      | 0      | 4       |

| Подія                                   | Золото                                                                       | Срібло                                                              | Бронза                                                                           |
| --------------------------------------- | ---------------------------------------------------------------------------- | ------------------------------------------------------------------- | -------------------------------------------------------------------------------- |
| Групова гонка, чоловіки                 | Олександр Винокуров (KAZ)                                                    | Рігоберто Уран (COL)                                                | Александр Крістофф (NOR)                                                         |
| Групова гонка, жінки                    | Маріанне Вос (NED)                                                           | Ліззі Армітстед (GBR)                                               | Ольга Забелінська (RUS)                                                          |
| Роздільна гонка, чоловіки               | Бредлі Віґґінз (GBR)                                                         | Тоні Мартін (GER)                                                   | Кріс Фрум (GBR)                                                                  |
| Роздільна гонка, жінки                  | Крістін Армстронг (USA)                                                      | Юдіт Арндт (GER)                                                    | Ольга Забелінська (RUS)                                                          |
| Індивідуальний спринт, чоловіки         | Джейсон Кенні (GBR)                                                          | Грегорі Боже (FRA)                                                  | Шейн Перкінс (AUS)                                                               |
| Індивідуальний спринт, жінки            | Анна Мірс (AUS)                                                              | Вікторія Пендлтон (GBR)                                             | Гуо Шуан (CHN)                                                                   |
| Командний спринт, чоловіки              | Велика Британія · Філіп Гіндс · Кріс Гой · Джейсон Кенні                     | Франція · Грегорі Боже · Мікаель Д'Алмейда · Кевен Сіро             | Німеччина · Рене Ендерс · Максиміліан Леві · Роберт Ферстеманн                   |
| Командний спринт, жінки                 | Німеччина · Крістіна Фогель · Міріам Вельте                                  | Китай · Гун Цзіньцзє · Гуо Шуан                                     | Австралія · Каарле Маккалох · Анна Мірс                                          |
| Кейрін, чоловіки                        | Кріс Гой (GBR)                                                               | Максиміліан Леві (GER)                                              | Саймон ван Велтувен (NZL)                                                        |
| Кейрін, чоловіки                        | Кріс Гой (GBR)                                                               | Максиміліан Леві (GER)                                              | Тен Мулдер (NED)                                                                 |
| Кейрін, жінки                           | Вікторія Пендлтон (GBR)                                                      | Гуо Шуан (CHN)                                                      | Лі Хвейші (HKG)                                                                  |
| Командна гонка переслідування, чоловіки | Велика Британія · Едвард Кленсі · Джерейнт Томас · Стівен Берк · Пітер Кенно | Австралія · Джек Бобрідж · Гленн О'Ші · Роан Денніс · Майкл Гепберн | Нова Зеландія · Сем Б'юлі · Аарон Гейт · Марк Раян · Джессі Сарджент · Веслі Гаф |
| Командна гонка переслідування, жінки    | Велика Британія · Деніель Кінг · Лора Тротт · Джоанна Роуселл                | США · Сара Гаммер · Дотсі Бош · Дженні Рід · Лорен Тамайо           | Канада · Тара Віттен · Джилліан Карлтон · Джасмін Глессер                        |
| Омніум, чоловіки                        | Лассе Норман Гансен (DEN)                                                    | Бріан Кокар (FRA)                                                   | Едвард Кленсі (GBR)                                                              |
| Омніум, жінки                           | Лора Тротт (GBR)                                                             | Сара Гаммер (USA)                                                   | Аннетт Едмондсон (AUS)                                                           |
| Крос, чоловіки                          | Ярослав Кульгавий (CZE)                                                      | Ніно Шуртер (SUI)                                                   | Марко Ауреліо Фонтана (ITA)                                                      |
| Крос, жінки                             | Жулі Брессе (FRA)                                                            | Сабіне Шпіц (GER)                                                   | Джорджія Гулд (USA)                                                              |
| Чоловіки                                | Маріс Штромбергс (LAT)                                                       | Сем Віллоубі (AUS)                                                  | Карлос Окендо (COL)                                                              |
| Жінки                                   | Маріана Пахон (COL)                                                          | Сара Вокер (NZL)                                                    | Лаура Смулдерс (NED)                                                             |

## Вітрильний спорт
| Загальна кількість медалей | Загальна кількість медалей | Загальна кількість медалей | Загальна кількість медалей | Загальна кількість медалей | Олімпійські кільця |
| Місце                      | Країна                     | Золото                     | Срібло                     | Бронза                     | Всього             |
| 1                          | Австралія                  | 3                          | 1                          | 0                          | 4                  |
| 2                          | Іспанія                    | 2                          | 0                          | 0                          | 2                  |
| 3                          | Велика Британія            | 1                          | 4                          | 0                          | 5                  |

## Водне поло
| Загальна кількість медалей | Загальна кількість медалей | Загальна кількість медалей | Загальна кількість медалей | Загальна кількість медалей | Олімпійські кільця |
| Місце                      | Країна                     | Золото                     | Срібло                     | Бронза                     | Всього             |
| 1                          | Хорватія                   | 1                          | 0                          | 0                          | 1                  |
| 1                          | США                        | 1                          | 0                          | 0                          | 1                  |
| 2                          | Іспанія                    | 0                          | 1                          | 0                          | 1                  |
| 2                          | Італія                     | 0                          | 1                          | 0                          | 1                  |
| 3                          | Австралія                  | 0                          | 0                          | 1                          | 1                  |
| 3                          | Сербія                     | 0                          | 0                          | 1                          | 1                  |

| Дисципліна | Золото | Срібло | Бронза |
| ---------- | --- | --- | --- |
| Чоловіки   | Хорватія (CRO) Йосип Павич Дамір Бурич Міхо Бошкович Нікша Добуд Маро Йокович Петар Муслім Іван Булюбашич Андро Бушлє Сандро Сукно Самір Барач Ігор Гінич Пауло Обрадович Франо Вічан                | Італія (ITA) Стефано Темпесті Амауріс Перес Нікколо Джітто П'єтро Фільйолі Алекс Джорджетті Мауріціо Фелуго Массімо Джакоппо Валентіно Галло Крістіан Прешутті Дені Фйорентіні Маттео Айкарді Данієл Премуш Джакомо Пасторіно | Сербія (SRB) Слободан Соро Алекса Шапоньїч Живко Гоцич Ваня Удовичич Душан Мандич Душко Пієтлович Слободан Нікич Мілан Алексич Нікола Раден Філіп Філіпович Андрія Прлайнович Стефан Мітрович Гойко Пієтлович |
| Жінки      | США (USA) Елізабет Армстронг Гезер Петрі Мелісса Сейдеманн Бренда Вілла Лорен Венгер Меггі Стеффенс Кортні Метьюсон Джессіка Стеффенс Елсі Вайндс Келлі Ралон Анніка Драйз Камі Крейг Тумуаялії Анае | Іспанія (ESP) Лаура Естер Марта Бах Анна Еспар Росер Тарраго Матільде Ортіс Дженніфер Переха Лорена Міранда Марія дель Пілар Пенья Андреа Блас Она Месегер Марія Гарсія Годой Лаура Лопес Ана Копадо                          | Австралія (AUS) Вікторія Браун Джемма Бідсворт Софі Сміт Голлі Лінкольн-Сміт Джейн Моран Бронвен Нокс Ровена Вебстер Кейт Джинтер Гленкора Ралф Ешлі Саутерн Мелісса Ріппон Нікола Загейм Алісія Маккормак    |

## Волейбол
| Загальна кількість медалей | Загальна кількість медалей | Загальна кількість медалей | Загальна кількість медалей | Загальна кількість медалей | Олімпійські кільця |
| Місце                      | Країна                     | Золото                     | Срібло                     | Бронза                     | Всього             |
| 1                          | Бразилія                   | 1                          | 2                          | 1                          | 2                  |
| 2                          | США                        | 1                          | 2                          | 0                          | 1                  |
| 3                          | Росія                      | 1                          | 0                          | 0                          | 1                  |

| Дисципліна                  | Золото | Срібло | Бронза |
| --------------------------- | --- | --- | --- |
| Чоловіки                    | Росія (RUS) Микола Апаліков Тарас Хтей (капітан) Сергій Гранкін Сергій Тетюхін Олександр Соколов Юрій Бережко Олександр Бутко Дмитро Мусерський Дмитро Ільїніх Максим Михайлов Олександр Волков Олексій Обмочаєв    | Бразилія (BRA) Бруно Резенде Воллес де Соуза Сідао Леандро Віссотто Жіба (капітан) Мурілу Ендрес Сержіо Сантос Тьяго Алвес Родріган Лукас Сааткамп Рікардо Гарсія Данте Амарал                        | Італія (ITA) Андреа Барі Емануеле Бірареллі Данте Бонінфанте Андреа Джові Іван Зайцев Міхал Ласко Луїджі Мастранджело Самуеле Папі Сімоне Пароді Крістіан Савані Драган Травиця Алессандро Фей |
| Волейбол жінки              | Бразилія (BRA) Фабіана Клаудіно (капітан) Дані Лінс Паула Пекуено Аденізія да Сілва Таїса Менезес Жаклін Карвалью Фернанда Феррейра Тандара Кайшета Наталія Перейра Шейла Кастро Фабіана де Олівейра Фернанда Гарай | США (USA) Деніелл Скотт-Арруда Тейїба Ганіф-Парк Ліндсі Берг (капітан) Тамарі Міяшіро Ніколь Девіс Джордан Ларсон Меган Годж Кріста Гармотто Логан Том Фольюк Акінрадево Кортні Томпсон Дестіні Гукер | Японія (JPN) Еріка Аракі Хітомі Накаміті Каорі Іноуе Майко Кано Саорі Кімура Ай Отомо Саорі Сакода Юко Сано Ріса Сіннабе Йосіє Такесіта Май Ямагуті Юкіко Ебата                                |
| Пляжний волейбол — чоловіки | Німеччина (GER) Юліус Брінк Йонас Рекерманн | Бразилія (BRA) Емануель Регу Алісон Серутті | Латвія (LAT) Мартиньш Плявіньш Яніс Шмединьш |
| Пляжний волейбол — жінки    | США (USA) Місті Мей-Тренор Керрі Волш | США (USA) Ейпріл Росс Дженніфер Кессі | Бразилія (BRA) Жуліанна да Сілва Ларісса Франса |

## Гандбол
| Загальна кількість медалей | Загальна кількість медалей | Загальна кількість медалей | Загальна кількість медалей | Загальна кількість медалей | Олімпійські кільця |
| Місце                      | Країна                     | Золото                     | Срібло                     | Бронза                     | Всього             |
| 1                          | Франція                    | 1                          | 0                          | 0                          | 1                  |
| 1                          | Норвегія                   | 1                          | 0                          | 0                          | 1                  |
| 2                          | Чорногорія                 | 0                          | 1                          | 0                          | 1                  |
| 2                          | Швеція                     | 0                          | 1                          | 0                          | 1                  |
| 3                          | Хорватія                   | 0                          | 0                          | 1                          | 1                  |
| 3                          | Іспанія                    | 0                          | 0                          | 1                          | 1                  |

| Турнір              | Золото | Срібло | Бронза |
| Чоловіки детальніше | Франція · Жером Фернандез · Дідьє Дінар · Ксав'є Бараше · Гійом Жиль · Бертран Жиль · Даніель Нарсісс · Гійом Жолі · Самюель Онрубія · Дауда Карабуе · Нікола Карабатич · Тьєррі Омеєр · Вільям Аккамбре · Люк Абало · Седрік Сорендо · Мікаель Гігу                                                      | Швеція · Маттіас Андерссон · Маттіас Густафссон · Кім Андерссон · Юнас Келлман · Магнус Єрнемір · Ніклас Екберг · Далібор Додер · Юнас Ларгольм · Тобіас Карлссон · Юхан Якубссон · Юхан Сьєстранд · Фредрік Петерсен · Кім Екдаль дю Ріц · Маттіас Закріссон · Андреас Нільссон | Хорватія · Веніо Лосерт · Івано Балич · Домагой Дувняк · Блаженко Лацкович · Марко Копляр · Ігор Ворі · Яков Гоюн · Златко Хорват · Драго Вукович · Дамір Бічанич · Денис Бунтич · Мірко Алілович · Мануель Штрлек · Іван Чупич · Іван Нінчевич                                   |
| Жінки детальніше    | Норвегія · Карі Олвік Грінсбе · Іда Альстад · Гейді Леке · Тоньє Нестволд · Каролін Дюре Брейванг · Крістін Лунде-Боргерсен · Карі Метте Йогансен · Маріт Мальм Фрафйорд · Лінн Єрум Сулланд · Катрін Лунде Гаральдсен · Лінн-Крістін Рігелгут Корен · Єріл Сноррегген · Аманда Куртович · Камілла Геррем | Чорногорія · Марина Вукчевич · Радміла Мілянич · Йованка Радічевич · Ана Джокич · Марія Йованович · Ана Радович · Анджела Булатович · Соня Бар'яктарович · Мая Савич · Бояна Попович · Сузана Лазович · Катаріна Булатович · Майда Мехмедович · Мілена Кнежевич                  | Іспанія · Андреа Барно · Кармен Мартін* · Нелі Карла Альберто · Беатріс Фернандес · Вероніка Куадрадо · Марта Манге · Макарена Агілар · Сільвія Наварро · Хессіка Алонсо · Елізабет Пінедо · Бегонья Фернандес · Ванесса Аморос · Патрісія Елорса · Міхаела Чобану · Марта Лопес* |

## Гімнастика
| Загальна кількість медалей | Загальна кількість медалей | Загальна кількість медалей | Загальна кількість медалей | Загальна кількість медалей | Олімпійські кільця |
| Місце                      | Країна                     | Золото                     | Срібло                     | Бронза                     | Всього             |
| 1                          | КНР                        | 5                          | 4                          | 3                          | 12                 |
| 2                          | Росія                      | 3                          | 5                          | 4                          | 12                 |
| 3                          | США                        | 3                          | 1                          | 2                          | 6                  |

### Спортивна гімнастика
| Дисципліна                              | Золото                                                      | Срібло                                                                             | Бронза                                                                             |
| --------------------------------------- | ----------------------------------------------------------- | ---------------------------------------------------------------------------------- | ---------------------------------------------------------------------------------- |
| Командні змагання (чоловіки) детальніше | Китай (CHN) Чень Ібін Фен Чже Го Вейян Чжан Ченлун Цзоу Кай | Японія (JPN) Рьохей Като Кадзухіто Танака Юсуке Танака Кохей Утімура Кодзі Ямамуро | Велика Британія (GBR) Сем Олдем Деніел Первіс Луїс Сміт Крістіан Томас Макс Вітлок |
| Абсолютний залік (чоловіки) детальніше  | Кохей Утімура · Японія (JPN)                                | Марсель Нгуєн · Німеччина (GER)                                                    | Данелл Лейва · США (USA)                                                           |
| Вільні вправи (чоловіки) детальніше     | Цзоу Кай · Китай (CHN)                                      | Кохей Утімура · Японія (JPN)                                                       | Денис Аблязін · Росія (RUS)                                                        |
| Кінь (чоловіки) детальніше              | Крістіан Беркі · Угорщина (HUN)                             | Луїс Сміт · Велика Британія (GBR)                                                  | Макс Вітлок · Велика Британія (GBR)                                                |
| Кільця (чоловіки) детальніше            | Артур Занетті · Бразилія (BRA)                              | Чень Ібін · Китай (CHN)                                                            | Маттео Моранді · Італія (ITA)                                                      |
| Опорний стрибок (чоловіки) детальніше   | Ян Хак Сон · Південна Корея (KOR)                           | Денис Аблязін · Росія (RUS)                                                        | Ігор Радівілов · Україна (UKR)                                                     |
| Перекладина (чоловіки) детальніше       | Фен Чже · Китай (CHN)                                       | Марсель Нгуєн · Німеччина (GER)                                                    | Амільтон Сабо · Франція (FRA)                                                      |
| Бруси (чоловіки) детальніше             | Епке Зондерланд · Нідерланди (NED)                          | Фаб'ян Гамбюхен · Німеччина (GER)                                                  | Цзоу Кай · Китай (CHN)                                                             |

### Стрибки на батуті
| Змагання            | Золото                        | Срібло                      | Бронза                   |
| ------------------- | ----------------------------- | --------------------------- | ------------------------ |
| Чоловіки детальніше | Дун Дун · Китай (CHN)         | Дмитро Ушаков · Росія (RUS) | Лу Чуньлун · Китай (CHN) |
| Жінки детальніше    | Розі Макленнан · Канада (CAN) | Хуан Шаньшань · Китай (CHN) | Хе Веньна · Китай (CHN)  |

### Художня гімнастика
| Дисципліна          | Золото | Срібло | Бронза                                                                                                  |
| ------------------- | --- | --- | --- |
| Групові детальніше  | Росія (RUS) Ксенія Дудкіна Аліна Макаренко Уляна Донскова Анастасія Близнюк Кароліна Севастьянова Анастасія Назаренко | Білорусь (BLR) Марина Гончарова Анастасія Іванкова Наталія Лещик Олександра Наркевич Ксенія Санкович Аліна Тумилович | Італія (ITA) Еліза Бланкі Роміна Лауріто Марта Паньїні Еліза Сантоні Анжеліка Савраюк Андрея Стефанеску |
| Особисті детальніше | Євгенія Канаєва · Росія (RUS)                                                                                         | Дарія Дмитрієва · Росія (RUS)                                                                                        | Любов Черкашина · Білорусь (BLR)                                                                        |

## Дзюдо
| Загальна кількість медалей | Загальна кількість медалей | Загальна кількість медалей | Загальна кількість медалей | Загальна кількість медалей | Олімпійські кільця |
| Місце                      | Країна                     | Золото                     | Срібло                     | Бронза                     | Всього             |
| 1                          | Росія                      | 3                          | 1                          | 1                          | 5                  |
| 2                          | Франція                    | 2                          | 0                          | 5                          | 7                  |
| 3                          | Південна Корея             | 2                          | 0                          | 1                          | 3                  |

| Дисципліна              | Золото                            | Срібло                                 | Бронза                                 |
| ----------------------- | --------------------------------- | -------------------------------------- | -------------------------------------- |
| До 60 кг (чоловіки)     | Арсен Галстян · Росія (RUS)       | Хіраока Хіроакі · Японія (JPN)         | Феліпе Кітадай · Бразилія (BRA)        |
| До 60 кг (чоловіки)     | Арсен Галстян · Росія (RUS)       | Хіраока Хіроакі · Японія (JPN)         | Рішод Собіров · Узбекистан (UZB)       |
| До 66 кг (чоловіки)     | Лаша Шавдатуашвілі · Грузія (GEO) | Міклош Унгварі · Угорщина (HUN)        | Ебінума Масаші · Японія (JPN)          |
| До 66 кг (чоловіки)     | Лаша Шавдатуашвілі · Грузія (GEO) | Міклош Унгварі · Угорщина (HUN)        | Чо Чун Хо · Південна Корея (KOR)       |
| До 73 кг (чоловіки)     | Мансур Ісаєв · Росія (RUS)        | Накая Рікі · Японія (JPN)              | Сайнжаргалин Ням-Очир · Монголія (MGL) |
| До 73 кг (чоловіки)     | Мансур Ісаєв · Росія (RUS)        | Накая Рікі · Японія (JPN)              | Юго Легран · Франція (FRA)             |
| До 81 кг (чоловіки)     | Кім Чепом · Південна Корея (KOR)  | Оле Бішоф · Німеччина (GER)            | Іван Ніфонтов · Росія (RUS)            |
| До 81 кг (чоловіки)     | Кім Чепом · Південна Корея (KOR)  | Оле Бішоф · Німеччина (GER)            | Антуан Валуа-Фортьє · Канада (CAN)     |
| До 90 кг (чоловіки)     | Сон Те Нам · Південна Корея (KOR) | Аслей Гонсалес · Куба (CUB)            | Іліас Іліадіс · Греція (GRE)           |
| До 90 кг (чоловіки)     | Сон Те Нам · Південна Корея (KOR) | Аслей Гонсалес · Куба (CUB)            | Нішіяма Масаші · Японія (JPN)          |
| До 100 кг (чоловіки)    | Тагір Хайбулаєв · Росія (RUS)     | Найдангийн Түвшинбаяр · Монголія (MGL) | Дімітрі Петерс · Німеччина (GER)       |
| До 100 кг (чоловіки)    | Тагір Хайбулаєв · Росія (RUS)     | Найдангийн Түвшинбаяр · Монголія (MGL) | Генк Грол · Нідерланди (NED)           |
| Понад 100 кг (чоловіки) | Тедді Рінер · Франція (FRA)       | Олександр Михайлін · Росія (RUS)       | Рафаел Сілва · Бразилія (BRA)          |
| Понад 100 кг (чоловіки) | Тедді Рінер · Франція (FRA)       | Олександр Михайлін · Росія (RUS)       | Андреас Тельцер · Німеччина (GER)      |
| До 48 кг (жінки)        | Сара Менезес · Бразилія (BRA)     | Аліна Думітру · Румунія (ROU)          | Ева Черновіцкі · Угорщина (HUN)        |
| До 48 кг (жінки)        | Сара Менезес · Бразилія (BRA)     | Аліна Думітру · Румунія (ROU)          | Шарлін ван Снік · Бельгія (BEL)        |
| До 52 кг (жінки)        | Ан Гиме · Північна Корея (PRK)    | Янет Бермой · Куба (CUB)               | Росальба Форчініті · Італія (ITA)      |
| До 52 кг (жінки)        | Ан Гиме · Північна Корея (PRK)    | Янет Бермой · Куба (CUB)               | Пріссіла Нєто · Франція (FRA)          |
| До 57 кг (жінки)        | Мацумото Каорі · Японія (JPN)     | Коріна Кепріоріу · Румунія (ROU)       | Марті Маллой · США (USA)               |
| До 57 кг (жінки)        | Мацумото Каорі · Японія (JPN)     | Коріна Кепріоріу · Румунія (ROU)       | Отон Пав'я · Франція (FRA)             |
| До 63 кг (жінки)        | Уршка Жолнір · Словенія (SLO)     | Сюй Лілі · Китай (CHN)                 | Йосіє Уено · Японія (JPN)              |
| До 63 кг (жінки)        | Уршка Жолнір · Словенія (SLO)     | Сюй Лілі · Китай (CHN)                 | Жевріз Еман · Франція (FRA)            |
| 70 кг (жінки)           | Люсі Декосс · Франція (FRA)       | Керстін Тіле · Німеччина (GER)         | Юрі Альвеар · Колумбія (COL)           |
| 70 кг (жінки)           | Люсі Декосс · Франція (FRA)       | Керстін Тіле · Німеччина (GER)         | Едіт Бос · Нідерланди (NED)            |
| До 78 кг (жінки)        | Кайла Гаррісон · США (USA)        | Джемма Гіббонс · Велика Британія (GBR) | Одрі Тшемео · Франція (FRA)            |
| До 78 кг (жінки)        | Кайла Гаррісон · США (USA)        | Джемма Гіббонс · Велика Британія (GBR) | Майра Агіяр · Бразилія (BRA)           |
| Понад 78 кг (жінки)     | Ідаліс Ортіс · Куба (CUB)         | Міка Сугімото · Японія (JPN)           | Каріна Браянт · Велика Британія (GBR)  |
| Понад 78 кг (жінки)     | Ідаліс Ортіс · Куба (CUB)         | Міка Сугімото · Японія (JPN)           | Тун Вень · Китай (CHN)                 |

## Кінний спорт
| Загальна кількість медалей | Загальна кількість медалей | Загальна кількість медалей | Загальна кількість медалей | Загальна кількість медалей | Олімпійські кільця |
| Місце                      | Країна                     | Золото                     | Срібло                     | Бронза                     | Всього             |
| 1                          | Велика Британія            | 3                          | 1                          | 1                          | 5                  |
| 2                          | Німеччина                  | 2                          | 1                          | 1                          | 4                  |
| 3                          | Швейцарія                  | 1                          | 0                          | 0                          | 1                  |

| Дисципліна               | 1 | 2 | 3 |
| Індивідуальна виїздка    | Шарлотт Дюжарден (GBR) Кінь: Valegro | Аделінде Корнеліссен (NED) Кінь: Parzival | Лаура Бехтольсгаймер (GBR) Кінь: Minstral Hojris |
| Командна виїздка         | Велика Британія - Карл Гестер · Кінь: Uthopia - Лаура Бехтольсгаймер · Кінь: Minstral Hojris - Шарлотт Дюжарден · Кінь: Valegro                                              | Німеччина - Дороті Шнайдер · Кінь: Diva Royal - Крістіна Шпреє · Кінь: Desperados - Гелен Лангеганенберг · Кінь: Damon Hill                                                                             | Нідерланди - Анкі ван Грунсвен · Кінь: Salinero - Едвард Гал · Кінь: Undercover - Аделінде Корнеліссен · Кінь: Parzival                                                                            |
| Індивідуальне триборство | Міхаель Юнг (GER) Кінь: Sam | Сара Альготссон Остгольт (SWE) Кінь: Wega | Сандра Ауффарт (GER) Кінь: Opgun Louvo |
| Командне триборство      | Німеччина - Петер Томсен · Кінь: Barny - Дірк Шраде · Кінь: King Artus - Сандра Ауффарт · Кінь: Opgun Louvo - Міхаель Юнг · Кінь: Sam - Інгрід Клімке · Кінь: Butts Abraxxas | Велика Британія - Вільям Фокс-Пітт · Кінь: Lionheart - Нікола Вілсон · Кінь: Opposition Buzz - Зара Філліпс · Кінь: High Kingdom - Мері Кінг · Кінь: Imperial Cavalier - Тіна Кук · Кінь: Miners Frolic | Нова Зеландія - Джонелл Річардс · Кінь: Flintstar - Керолайн Павелл · Кінь: Lenamore - Джонатан Паджет · Кінь: Clifton Promise - Ендрю Ніколсон · Кінь: Nereo - Марк Тодд · Кінь: Campino          |
| Індивідуальний конкур    | Стів Ґерда (SUI) Кінь: Nino Des Buissonets | Герко Схредер (NED) Кінь: London | Кіан О'Коннор (IRL) Кінь: Blue Loyd 12 |
| Командний конкур         | Велика Британія - Нік Скелтон · Кінь: Big Star - Бен Маєр · Кінь: Tripple X - Скотт Бреш · Кінь: Hello Sanctos - Пітер Чарльз · Кінь: Vindicat                               | Нідерланди - Юр Врілінг · Кінь: Bubalu - Майкел ван дер Влейтен · Кінь: Verdi - Марк Гаутзагер · Кінь: Tamino - Герко Схредер · Кінь: London                                                            | Саудівська Аравія - Принц Абдулла бін Мутаїб · Кінь: Davos - Камаль Бахамдан · Кінь: Noblesse Des Tess - Рамзі Аль-Духамі · Кінь: Bayard Van the Villa There - Абдулла Аль-Шарбатлі · Кінь: Sultan |

## Легка атлетика
| Загальна кількість медалей | Загальна кількість медалей | Загальна кількість медалей | Загальна кількість медалей | Загальна кількість медалей | Олімпійські кільця |
| Місце                      | Країна                     | Золото                     | Срібло                     | Бронза                     | Всього             |
| 1                          | США                        | 9                          | 13                         | 7                          | 29                 |
| 2                          | Росія                      | 8                          | 5                          | 5                          | 18                 |
| 3                          | Ямайка                     | 4                          | 4                          | 4                          | 12                 |

| Дисципліна                                   | Золото | Срібло | Бронза                                                                                  |
| 100 м (чоловіки) детальніше                  | Усейн Болт 9.63 с | Йоган Блейк 9.75 с | Джастін Гатлін 9.79 с                                                                   |
| 200 м (чоловіки) детальніше                  | Усейн Болт 19.32 с | Йоган Блейк 19.44 с | Воррен Вейр 19.84 с                                                                     |
| 400 м (чоловіки) детальніше                  | Кірані Джеймс 43.94 с | Лугелін Сантос 44.46 с | Лалонде Гордон 44.52 с                                                                  |
| 800 м (чоловіки) детальніше                  | Давід Лекута Рудіша 1:40.91 хв                                                                                                  | Найджел Амос 1:41.73 хв | Тімоті Кітум 1:42.53 хв                                                                 |
| 1500 м (чоловіки) детальніше                 | Тауфік Махлуфі 3:34.08 хв | Леонель Манзано 3:34.79 хв | Абдалааті Ігідер 3:35.13 хв                                                             |
| 5000 м (чоловіки) детальніше                 | Мохамед Фара 13:41.66 хв | Деджен Гебремескел 13:41.98 хв | Томас Пкемеї Лонгосіва 13:42.36 хв                                                      |
| 10 000 м (чоловіки) детальніше               | Мохамед Фара 27:30.42 хв | Гален Рупп 27:30.90 хв | Таріку Бекеле 27:31.43 хв                                                               |
| 110 м з бар'єрами (чоловіки) детальніше      | Ерієс Меррітт 12.92 с | Джейсон Річардсон 13.04 с | Генсл Парчмент 13.12 с                                                                  |
| 400 м з бар'єрами (чоловіки) детальніше      | Фелікс Санчес 47.63 с | Майкл Тінслі 47.91 с | Хав'єр Кулсон 48.10 с                                                                   |
| 3000 м з перешкодами (чоловіки) детальніше   | Єзекіїль Кембой 8:18.56 хв | Маєдін Мекіссі-Бенаббад 8:19.08 хв                                                                                                 | Абель Кіпроп Мутаї 8:19.73 хв                                                           |
| Естафета 4×100 м (чоловіки) детальніше       | Ямайка 36.84 с Усейн Болт Йоган Блейк Майкл Фрейтер Неста Картер Кемар Бейлі-Коул                                               | Сполучені Штати Америки 37.04 с Джастін Гетлін Раян Бейлі Тайсон Гей Трелл Кіммонс Джефф Демпс Дарвіс Петтон                       | Тринідад і Тобаго 38.12 с Марк Бернс Кестон Бледмен Еммануель Келлендер Річард Томпсон  |
| Естафета 4×400 м (чоловіки) детальніше       | Багамські Острови 2:56.72 хв Кріс Браун Деметріус Піндер Майкл Метью Рамон Міллер                                               | Сполучені Штати Америки 2:57.05 хв Тоні Маккей Джошуа Менс Брайшон Неллум Енджело Тейлор Мантео Мітчелл                            | Тринідад і Тобаго 2:59.40 хв Ейд Аллейн-Форт Лалонде Гордон Деон Лендор Джаррін Соломон |
| Марафон (чоловіки) детальніше                | Стівен Кіпротіч 2:08:01 год | Абель Кіруї 2:08:27 год | Вілсон Кіпсанг Кіпротіч 2:09:37 год                                                     |
| Спортивна ходьба 20 км (чоловіки) детальніше | Чень Дін 1:18:46 год | Ерік Баррондо 1:18:57 год | Ван Чжень 1:19:25 год                                                                   |
| Спортивна ходьба 50 км (чоловіки) детальніше | Сергій Кирдяпкін 3:35:59 год | Джаред Теллент 3:36:53 год | Си Тяньфен 3:37:16 год                                                                  |
| Стрибки у висоту (чоловіки) детальніше       | Іван Ухов 2.38 м | Ерік Кайнард 2.33 м | Мутаз Есса Баршим Дерек Друен Роберт Грабарз 2.29 м                                     |
| Стрибки з жердиною (чоловіки) детальніше     | Рено Лавіллені 5.97 м | Б'єрн Отто 5.91 м | Рафаель Гольцдеппе 5.91 м                                                               |
| Стрибки в довжину (чоловіки) детальніше      | Грег Резерфорд 8.31 м | Мітчелл Вотт 8.16 м | Вілл Клей 8.12 м                                                                        |
| Потрійний стрибок (чоловіки) детальніше      | Крістіан Тейлор 17.81 м | Вілл Клей 17.62 м | Фабріціо Донато 17.48 м                                                                 |
| Штовхання ядра (чоловіки) детальніше         | Томаш Маєвські 21.89 м | Давід Шторль 21.86 м | Різ Хоффа 21.23 м                                                                       |
| Метання диска (чоловіки) детальніше          | Роберт Гартінг 68.27 м | Есан Гаддаді 68.18 м | Герд Кантер 68.03 м                                                                     |
| Метання молота (чоловіки) детальніше         | Крістіан Парш 80.59 м | Прімож Козмус 79.36 м | Мурофусі Кодзі 78.71 м                                                                  |
| Метання списа (чоловіки) детальніше          | Кешорн Волкотт 84.58 м | Олександр П'ятниця 84.51 м | Антті Руусканен 84.12 м                                                                 |
| Десятиборство (чоловіки) детальніше          | Ештон Ітон 8869 оч | Трей Гарді 8671 оч | Леонель Суарес 8523 очок                                                                |
| 100 м (жінки) детальніше                     | Шеллі-Енн Фрейзер 10.75 с | Кармеліта Джетер 10.78 с | Вероніка Кемпбелл-Браун 10.81 с                                                         |
| 200 м (жінки) детальніше                     | Елісон Фелікс 21.88 с | Шеллі-Енн Фрейзер 22.09 с | Кармеліта Джетер 22.14 с                                                                |
| 400 м (жінки) детальніше                     | Саня Річардс-Росс 49.55 с | Крістін Огуруоґу 49.70 с | Діді Троттер 49.72 с                                                                    |
| 800 м (жінки) детальніше                     | Марія Савінова 1:59.19 хв | Кастер Семеня 1:57.23 хв | Катерина Поїстогова 1:57.53 хв                                                          |
| 1500 м (жінки) детальніше                    | Аслі Чакір Алптекін 4:10.23 хв                                                                                                  | Гамзе Булут 4:10.40 хв | Мар'ям Юсуф Джамал 4:10.74 хв                                                           |
| 5000 м (жінки) детальніше                    | Мезерет Дефар 15:04.27 хв | Вів'єн Джепкемой Черуйот 15:04.73 хв                                                                                               | Тірунеш Дібаба 15:05.15 хв                                                              |
| 10 000 м (жінки) детальніше                  | Тірунеш Дібаба 30:20.75 хв | Саллі Кіп'єго 30:26.37 хв | Вів'єн Черуйот 30:30.44 хв                                                              |
| 100 м з бар'єрами (жінки) детальніше         | Саллі Пірсон 12.35 с | Дон Гарпер 12.37 с | Келлі Веллс 12.48 с                                                                     |
| 400 м з бар'єрами (жінки) детальніше         | Наталя Антюх 52.70 с | Лашинда Демус 52.77 с | Зузана Гейнова 53.38 с                                                                  |
| 3000 м з перешкодами (жінки) детальніше      | Юлія Зарипова 9:06.72 хв | Хабіба Грібі 9:08.37 хв | Софія Ассефа 9:09.84 хв                                                                 |
| Естафета 4×100 м (жінки) детальніше          | Сполучені Штати Америки 40.82 с Тіанна Медісон Еллісон Фелікс Б'янка Найт Кармеліта Джетер Дженеба Тармо Лорін Вільямс          | Ямайка 41.41 с Шеллі-Енн Фрейзер-Прайс Шерон Сімпсон Вероніка Кемпбелл-Браун Керрон Стюарт Саманта Генрі-Робінсон Скіллоні Калверт | Україна 42.04 с Олеся Повх Христина Стуй Марія Рємєнь Єлизавета Бризгіна                |
| Естафета 4×400 м (жінки) детальніше          | Сполучені Штати Америки 3:16.87 хв Франсена Маккорорі Саня Річардс-Росс Діді Троттер Еллісон Фелікс Кеш'я Бейкер Даймонд Діксон | Росія 3:20.23 хв Юлія Гущина Антоніна Кривошапка Тетяна Фірова Наталія Антюх Анастасія Капачинська Наталія Назарова                | Ямайка 3:20.95 хв Крістін Дей Розмарі Вайт Новлін Вільямс Шеріка Вільямс Шеріфа Ллойд   |
| Марафон (жінки) детальніше                   | Тікі Джелана 2:23:07 год | Пріска Джепту 2:23:12 год | Тетяна Петрова-Архипова 2:23:29 год                                                     |
| Спортивна ходьба 20 км (жінки) детальніше    | Олена Лашманова 1:25:02 год | Ольга Каниськіна 1:25:09 год | Цєян Шеньцзє 1:25:16 год                                                                |
| Стрибки у висоту (жінки) детальніше          | Ганна Чичерова 2.05 м | Бріджетта Барретт 2.03 м | Світлана Школіна 2.03 м                                                                 |
| Стрибки з жердиною (жінки) детальніше        | Дженніфер Сур 4.75 м | Яріслей Сільва 4.75 м | Олена Ісинбаєва 4.70 м                                                                  |
| Стрибки у довжину (жінки) детальніше         | Бріттні Різ 7.12 м | Олена Соколова 7.07 м | Дженей Делоуч 6.89 м                                                                    |
| Потрійний стрибок (жінки) детальніше         | Ольга Рипакова 14.98 м | Катерін Ібаргуен 14.80 м | Ольга Саладуха 14.79 м                                                                  |
| Штовхання ядра (жінки) детальніше            | Валері Адамс 20.70 м | Ґун Ліцзяо 20.22 м | Лі Лін 19.63 м                                                                          |
| Метання диска (жінки) детальніше             | Сандра Перкович 69.11 м | Дарія Пищальникова 67.56 м | Лі Яньфен 67.22 м                                                                       |
| Метання молота (жінки) детальніше            | Тетяна Лисенко 78.18 м | Аніта Влодарчик 77.60 м | Бетті Гайдлер 77.13 м                                                                   |
| Метання списа (жінки) детальніше             | Барбора Шпотакова 69.55 м | Крістіна Обергфелль 65.16 м | Лінда Шталь 64.91 м                                                                     |
| Семиборство (жінки) (жінки) детальніше       | Джессіка Енніс 6955 оч | Ліллі Шварцкопф 6649 оч | Тетяна Чернова 6628 оч                                                                  |

## Настільний теніс
| Загальна кількість медалей | Загальна кількість медалей | Загальна кількість медалей | Загальна кількість медалей | Загальна кількість медалей | Олімпійські кільця |
| Місце                      | Країна                     | Золото                     | Срібло                     | Бронза                     | Всього             |
| 1                          | Китай                      | 4                          | 2                          | 0                          | 6                  |
| 2                          | Японія                     | 0                          | 1                          | 0                          | 1                  |
| 2                          | Південна Корея             | 0                          | 1                          | 0                          | 1                  |
| 3                          | Німеччина                  | 0                          | 0                          | 2                          | 2                  |
| 3                          | Сінгапур                   | 0                          | 0                          | 2                          | 2                  |

| Подія                       | Золото                                | Срібло                                               | Бронза                                                  |
| --------------------------- | ------------------------------------- | ---------------------------------------------------- | ------------------------------------------------------- |
| Одиночний розряд (чоловіки) | Чжан Цзіке · Китай (CHN)              | Ван Хао · Китай (CHN)                                | Дмитро Овчаров · Німеччина (GER)                        |
| Командний розряд (чоловіки) | Китай (CHN) Ван Хао Чжан Цзіке Ма Лун | Південна Корея (KOR) О Сан Ин Чу Се Хьок Ю Синмін    | Німеччина (GER) Тімо Болл Дмитро Овчаров Баштіан Штегер |
| Одиночний розряд (жінки)    | Лі Сяося · Китай (CHN)                | Дін Нін · Китай (CHN)                                | Фен Тяньвей · Сінгапур (SIN)                            |
| Командний розряд (жінки)    | Китай (CHN) Дін Нін Лі Сяося Го Юе    | Японія (JPN) Фукухара Ай Хірано Саяка Ісікава Касумі | Сінгапур (SIN) Лі Цзявей Фен Тяньвей Ван Юегу           |

## Плавання
| Загальна кількість медалей | Загальна кількість медалей | Загальна кількість медалей | Загальна кількість медалей | Загальна кількість медалей | Олімпійські кільця |
| Місце                      | Країна                     | Золото                     | Срібло                     | Бронза                     | Всього             |
| 1                          | США                        | 16                         | 9                          | 6                          | 31                 |
| 2                          | Китай                      | 5                          | 2                          | 3                          | 10                 |
| 3                          | Франція                    | 4                          | 2                          | 1                          | 7                  |

| Дисципліна | Золото | Золото         | Срібло | Срібло               | Бронза | Бронза                                           |
| --- | --- | -------------- | --- | -------------------- | --- | ------------------------------------------------ |
| 50 м вільним стилем (чоловіки) | Флоран Маноду · Франція (FRA) | 21,34          | Каллен Джонс · США (USA) | 21,54                | Сезар Сьєло · Бразилія (BRA) | 21,59                                            |
| 100 м вільним стилем (чоловіки) | Натан Едрієн · США (USA) | 47,52          | Джеймс Магнуссен · Австралія (AUS) | 47,53                | Брент Гейден · Канада (CAN) | 47,80                                            |
| 200 м вільним стилем (чоловіки) | Яннік Аньєль · Франція (FRA) | 1:43,14 NR     | Пак Тхе Хван · Південна Корея (KOR) · Сунь Ян · Китай (CHN) | 1:44,93 NR (для CHN) | Не вручали, оскільки вручено дві срібні нагороди | Не вручали, оскільки вручено дві срібні нагороди |
| 400 м вільним стилем (чоловіки) | Сунь Ян · Китай (CHN) | 3:40,14 OR, AS | Пак Тхе Хван · Південна Корея (KOR) | 3:42,06              | Пітер Вандеркаай · США (USA) | 3:44,69                                          |
| 1500 м вільним стилем (чоловіки) | Сунь Ян · Китай (CHN) | 14:31,02 WR    | Раян Кокрейн · Канада (CAN) | 14:39,63 AM          | Уссама Меллулі · Туніс (TUN) | 14:40,31                                         |
| | |                | |                      | |                                                  |
| 100 м на спині (чоловіки) | Метт Греверс · США (USA) | 52,16 OR       | Нік Томан · США (USA) | 52,92                | Іріє Рьосуке · Японія (JPN) | 52,97                                            |
| 200 м на спині (чоловіки) | Тайлер Клері · США (USA) | 1:53,41 OR     | Іріє Рьосуке · Японія (JPN) | 1:53,78              | Раян Лохте · США (USA) | 1:53,94                                          |
| | |                | |                      | |                                                  |
| 100 м брасом (чоловіки) | Камерон ван дер Бур · ПАР (RSA) | 58,46 WR       | Крістіан Спренджер · Австралія (AUS) | 58,93                | Брендан Гансен · США (USA) | 59,49                                            |
| 200 м брасом (чоловіки) | Даніел Гюрта · Угорщина (HUN) | 2:07,28 WR     | Майкл Джеймісон · Велика Британія (GBR) | 2:07,43              | Татейші Рьо · Японія (JPN) | 2:08,29                                          |
| | |                | |                      | |                                                  |
| 100 м батерфляєм (чоловіки) | Майкл Фелпс · США (USA) | 51,21          | Чад ле Клос · ПАР (RSA) · Євген Коротишкін · Росія (RUS) | 51,44                | Не вручали, оскільки вручено дві срібні нагороди | Не вручали, оскільки вручено дві срібні нагороди |
| 200 м батерфляєм (чоловіки) | Чад ле Клос · ПАР (RSA) | 1:52,96 AF     | Майкл Фелпс · США (USA) | 1:53,01              | Такеші Мацуда · Японія (JPN) | 1:53,21                                          |
| | |                | |                      | |                                                  |
| 200 м комплексом (чоловіки) | Майкл Фелпс · США (USA) | 1:54,27        | Раян Лохте · США (USA) | 1:54,90              | Ласло Чех · Угорщина (HUN) | 1:56,22                                          |
| 400 м комплексом (чоловіки) | Раян Лохте · США (USA) | 4:05,18        | Тьяго Перейра · Бразилія (BRA) | 4:08,86 =SA          | Хаґіно Косуке · Японія (JPN) | 4:08,94 AS                                       |
| | |                | |                      | |                                                  |
| 4×100 м вільним стилем (чоловіки) | Франція (FRA) Аморі Лево (48,13) Фаб'ян Жіло (47,67) Клеман Лефер (47,39) Яннік Аньєль (46,74) Ален Бернар[a] Жеремі Стравю[a]                                         | 3:09,93        | США (USA) Натан Едрієн (47,89) Майкл Фелпс (47,15) Каллен Джонс (47,60) Раян Лохте (47,74) Джиммі Фейген[a] Метт Греверс[a] Ріккі Беренс[a] Джейсон Лезак[a]                           | 3:10,38              | Росія (RUS) Андрій Гречин (48,57) Микита Лобінцев (47,39) Володимир Морозов (47,85) Данило Ізотов (47,60) Євген Лагунов[a] Сергій Фесіков[a]           | 3:11,41                                          |
| 4×200 м вільним стилем (чоловіки) | США (USA) Раян Лохте (1:45,15) Конор Дваєр (1:45,23) Рікі Беренс (1:45,27) Майкл Фелпс (1:44,05) Чарлі Гоучін[a] Метт Маклін[a] Девіс Тарвотер[a]                      | 6:59,70        | Франція (FRA) Аморі Лево (1:46,70) Грегорі Малле (1:46,83) Клеман Лефер (1:46,00) Яннік Аньєль (1:43,24) Жеремі Стравіюс[a]                                                            | 7:02,77 NR           | Китай (CHN) Хао Юнь (1:47,12) Лі Юньці (1:46,46) Цзян Хайці (1:47,17) Сунь Ян (1:45,55) Лю Чжіву[a] Дай Цзюнь[a]                                       | 7:06,30                                          |
| 4×100 м комплексом (чоловіки) | США (USA) Метт Греверс (52,58) Брендан Гансен (59,19) Майкл Фелпс (50,73) Натан Адріан (46,85) Нік Томан[a] Ерік Шанто[a] Тайлер Макгілл[a] Каллен Джонс[a]            | 3:29,35        | Японія (JPN) Рьосуке Іріе (52,92) Кітаджіма Косуке (58,64) Такесі Мацуда (51,20) Такуро Фудзії (48,50)                                                                                 | 3:31,26              | Австралія (AUS) Гейден Стоккел (53,71) Крістіан Спренджер (59,05) Метт Таргетт (51,60) Джеймс Магнуссен (47,22) Брентон Рікард[a] Томмасо Д'Орсонья[a] | 3:31,58                                          |
| | |                | |                      | |                                                  |
| 10 км у відкритій воді, марафон (чоловіки) | Уссама Меллулі · Туніс (TUN) | 1:49:55,1      | Томас Лурц · Німеччина (GER) | 1:49:58,5            | Річард Вейнбергер · Канада (CAN) | 1:50:00,3                                        |
| 50 м вільним стилем (жінки) | Раномі Кромовідьойо · Нідерланди (NED) | 24,05 OR       | Олександра Герасименя · Білорусь (BLR) | 24,28 NR             | Марлен Велдгойс · Нідерланди (NED) | 24,39                                            |
| 100 м вільним стилем (жінки) | Раномі Кромовідьойо · Нідерланди (NED) | 53,00 OR       | Олександра Герасименя · Білорусь (BLR) | 53,38                | Тан І · Китай (CHN) | 53,44                                            |
| 200 м вільним стилем (жінки) | Еллісон Шмітт · США (USA) | 1:53,61 OR, AM | Камій Мюффа · Франція (FRA) | 1:55,58              | Бронте Барратт · Австралія (AUS) | 1:55,81                                          |
| 400 м вільним стилем (жінки) | Камій Мюффа · Франція (FRA) | 4:01,45 OR     | Еллісон Шмітт · США (USA) | 4:01,77 AM           | Ребекка Едлінгтон · Велика Британія (GBR) | 4:03,01                                          |
| 800 м вільним стилем (жінки) | Кейті Ледекі · США (USA) | 8:14,63 AM     | Мірея Бельмонте Гарсія · Іспанія (ESP) | 8:18,76 NR           | Ребекка Едлінгтон · Велика Британія (GBR) | 8:20,32                                          |
| | |                | |                      | |                                                  |
| 100 м на спині (жінки) | Міссі Франклін · США (USA) | 58,33 AM       | Емілі Сібом · Австралія (AUS) | 58,68                | Теракава Ая · Японія (JPN) | 58,83 AS                                         |
| 200 м на спині (жінки) | Міссі Франклін · США (USA) | 2:04,06 WR     | Анастасія Зуєва · Росія (RUS) | 2:05,92              | Елізабет Бейсел · США (USA) | 2:06,55                                          |
| | |                | |                      | |                                                  |
| 100 м брасом (жінки) | Рута Мейлутіте · Литва (LTU) | 1:05,47        | Ребекка Соні · США (USA) | 1:05,55              | Судзукі Сатомі · Японія (JPN) | 1:06,46                                          |
| 200 м брасом (жінки) | Ребекка Соні · США (USA) | 2:19,59 WR     | Судзукі Сатомі · Японія (JPN) | 2:20,72 =AS          | Юлія Єфімова · Росія (RUS) | 2:20,92 ER                                       |
| | |                | |                      | |                                                  |
| 100 м батерфляєм (жінки) | Дана Воллмер · США (USA) | 55,98 WR       | Лу Ін · Китай (CHN) | 56,87                | Алісія Кауттс · Австралія (AUS) | 56,94                                            |
| 200 м батерфляєм (жінки) | Цзяо Люян · Китай (CHN) | 2:04,06 OR     | Мірея Бельмонте Гарсія · Іспанія (ESP) | 2:05,25 NR           | Хосі Нацумі · Японія (JPN) | 2:05,48                                          |
| | |                | |                      | |                                                  |
| 200 м комплексом (жінки) | Є Шівень · Китай (CHN) | 2:07,57 OR, AS | Алісія Кауттс · Австралія (AUS) | 2:08,15              | Кейтлін Леверенз · США (USA) | 2:08,95                                          |
| 400 м комплексом (жінки) | Є Шівень · Китай (CHN) | 4:28,43 WR     | Елізабет Бейзел · США (USA) | 4:31,27              | Лі Сюаньсюй · Китай (CHN) | 4:32,91                                          |
| | |                | |                      | |                                                  |
| 4×100 м вільним стилем (жінки) | Австралія (AUS) Алісія Кауттс (53,90) Кейт Кемпбелл (53,19) Бріттані Елмслі (53,41) Мелані Скленджер (52,65) Емілі Сібом[b] Йолан Кукла[b] Ліббі Тріккетт[b]           | 3:33,15 OR     | Нідерланди (NED) Інґе Деккер (54,67) Марлен Велдгойс (53,80) Фемке Гемскерк (53,39) Раномі Кромовідьойо (51,93) Гінкелін Схредер[b]                                                    | 3:33,79              | США (USA) Міссі Франклін (53,52) Джессіка Гарді (53,53) Лія Ніл (53,65) Еллісон Шмітт (53,54) Аманда Вейр[b] Наталі Кафлін[b]                          | 3:34,24 AM                                       |
| 4×200 м вільним стилем (жінки) | США (USA) Міссі Франклін (1:55,96) Дана Воллмер (1:56,02) Шеннон Вріленд (1:56,85) Еллісон Шмітт (1:54,09) Лорен Пердю[b] Алісса Андерсон[b]                           | 7:42,92 OR, AM | Австралія (AUS) Бронте Барратт (1:55,76) Мелані Скленджер (1:55,62) Кайлі Палмер (1:56,91) Алісія Кауттс (1:56,12) Бріттані Елмслі[b] Анджі Бейнбрідж[b] Джейд Нілсен[b] Блер Еванс[b] | 7:44,41              | Франція (FRA) Камій Мюффа (1:55,51) Шарлотт Бонне (1:57,78) Офелі-Сірієлл Етьєн (1:58,05) Коралі Балмі (1:56,15) Марго Фаррелл[b] Мілен Лазар[b]       | 7:47,49 NR                                       |
| 4×100 м комплексом (жінки) | США (USA) Міссі Франклін (58,50) Ребекка Соні (1:04,82) Дана Воллмер (55,48) Еллісон Шмітт (53,25) Рейчел Бутсма[b] Бріджа Ларсон[b] Клер Донах'ю[b] Джессіка Гарді[b] | 3:52,05 WR     | Австралія (AUS) Емілі Сібом (59,01) Лісель Джонс (1:06,06) Алісія Кауттс (56,41) Мелані Скленджер (52,54) Бріттані Елмслі[b]                                                           | 3:54,02              | Японія (JPN) Ая Теракава (58,99) Сатомі Судзукі (1:05,96) Юка Като (57,36) Харука Уеда (53,42)                                                         | 3:55,73                                          |
| | |                | |                      | |                                                  |
| 10 км у відкритій воді, марафон (жінки) | Ева Рістов · Угорщина (HUN) | 1:57:38,2      | Гейлі Андерсон · США (USA) | 1:57:38,6            | Мартіна Грімальді · Італія (ITA) | 1:57:41,8                                        |
| AF Рекорд Африки \| AM Рекорд Америки \| AS Рекорд Азії \| ER Рекорд Європи \| OC Рекорд Австралії та Океанії \| OR Олімпійський рекорд \| WR Світовий рекорд \| NR Національний рекорд (Якщо встановлено світовий рекорд, то він є також олімпійським рекордом, рекордом відповідної частини світу і національним рекордом. Рекорд частини світу включає в себе національний рекорд). | |                | |                      | |                                                  |

## Синхронне плавання
| Загальна кількість медалей | Загальна кількість медалей | Загальна кількість медалей | Загальна кількість медалей | Загальна кількість медалей | Олімпійські кільця |
| Місце                      | Країна                     | Золото                     | Срібло                     | Бронза                     | Всього             |
| 1                          | Росія                      | 2                          | 0                          | 0                          | 2                  |
| 2                          | Китай                      | 0                          | 1                          | 1                          | 2                  |
| 2                          | Іспанія                    | 0                          | 1                          | 1                          | 2                  |

| Дисципліна     | Золото | Срібло | Бронза |
| -------------- | --- | --- | --- |
| Жіночі дуети   | Росія (RUS) Наталія Іщенко Світлана Ромашина | Іспанія (ESP) Она Карбонелл Андреа Фуентес                                                                | Китай (CHN) Хуан Сюечень Лю Оу |
| Жіночі команди | Росія (RUS) Анастасія Давидова Марія Громова Наталія Іщенко Ельвіра Хасянова Дарія Коробова Олександра Пацкевич Світлана Ромашина Алла Шишкіна Анжеліка Тіманіна | Китай (CHN) Чан Сі Чень Сяоцзюнь Хуан Сюечень Цзян Тінтін Цзян Веньвень Лю Оу Луо Сі Сунь Веньянь У Івень | Іспанія (ESP) Клара Басьяна Альба Кабелло Она Карбонелл Маргаліда Креспі Андреа Фуентес Таїс Енрікес Паула Кламбург Ірен Монтруккіо Лая Понс |

## Стрибки у воду
| Загальна кількість медалей | Загальна кількість медалей | Загальна кількість медалей | Загальна кількість медалей | Загальна кількість медалей | Олімпійські кільця |
| Місце                      | Країна                     | Золото                     | Срібло                     | Бронза                     | Всього             |
| 1                          | Китай                      | 6                          | 3                          | 1                          | 8                  |
| 2                          | США                        | 1                          | 1                          | 2                          | 4                  |
| 3                          | Росія                      | 1                          | 1                          | 0                          | 2                  |

| Дисципліна                                   | Золото                             | Срібло                                        | Бронза                                      |
| -------------------------------------------- | ---------------------------------- | --------------------------------------------- | ------------------------------------------- |
| 3 м трамплін (чоловіки)                      | Ілля Захаров · Росія (RUS)         | Цінь Кай · Китай (CHN)                        | Хе Чун · Китай (CHN)                        |
| 10 м вишка (чоловіки)                        | Девід Бодая · США (USA)            | Цю Бо · Китай (CHN)                           | Том Дейлі · Велика Британія (GBR)           |
| Синхронні стрибки з 3 м трампліна (чоловіки) | Китай (CHN) Ло Юйтун Цінь Кай      | Росія (RUS) Ілля Захаров Євген Кузнецов       | США (USA) Трой Дюмей Крістіан Іпсен         |
| Синхронні стрибки з 10 м вишки (чоловіки)    | Китай (CHN) Цао Юань Чжан Яньцюань | Мексика (MEX) Іван Гарсія Херман Санчес       | США (USA) Девід Бодая Нік Маккрорі          |
| 3 м трамплін (жінки)                         | У Мінься · Китай (CHN)             | Хе Цзи · Китай (CHN)                          | Лаура Санчес · Мексика (MEX)                |
| 10 м вишка (жінки)                           | Чень Жолінь · Китай (CHN)          | Бріттані Бробен · Австралія (AUS)             | Панделела Рінонг · Малайзія (MAS)           |
| Синхронні стрибки з 3 м трампліна (жінки)    | Китай (CHN) Хе Цзи У Мінься        | США (USA) Келсі Браянт Абігайл Джонстон       | Канада (CAN) Дженніфер Абель Емілі Гейманс  |
| Синхронні стрибки з 10 м вишки (жінки)       | Китай (CHN) Чень Жолінь Ван Хао    | Мексика (MEX) Паола Еспіноса Алехандра Ороско | Канада (CAN) Мейган Банфето Розелін Фільйон |

## Стрільба
| Загальна кількість медалей | Загальна кількість медалей | Загальна кількість медалей | Загальна кількість медалей | Загальна кількість медалей | Олімпійські кільця |
| Місце                      | Країна                     | Золото                     | Срібло                     | Бронза                     | Всього             |
| 1                          | Південна Корея             | 3                          | 2                          | 0                          | 5                  |
| 2                          | США                        | 3                          | 0                          | 1                          | 4                  |
| 3                          | Італія                     | 2                          | 3                          | 0                          | 5                  |

| Дисципліна                                                     | Золото                                 | Срібло                              | Бронза                             |
| -------------------------------------------------------------- | -------------------------------------- | ----------------------------------- | ---------------------------------- |
| Пневматичний пістолет, 10 метрів (чоловіки)                    | Чин Чон О · Південна Корея (KOR)       | Лука Тесконі · Італія (ITA)         | Андрія Златич · Сербія (SRB)       |
| Швидкісний пістолет, 25 метрів (чоловіки)                      | Леуріс Пупо · Куба (CUB)               | Віджей Кумар · Індія (IND)          | Дін Фен · Китай (CHN)              |
| Пістолет, 50 метрів (чоловіки)                                 | Чин Чон О · Південна Корея (KOR)       | Чхве Йон Ре · Південна Корея (KOR)  | Ван Чживей · Китай (CHN)           |
| Пневматична гвинтівка, 10 метрів (чоловіки)                    | Алін Джордже Молдовану · Румунія (ROU) | Нікколо Кампріані · Італія (ITA)    | Гаган Наранг · Індія (IND)         |
| Дрібнокаліберна гвинтівка, 50 метрів, лежачи (чоловіки)        | Сергій Мартинов · Білорусь (BLR)       | Ліонель Кокс · Бельгія (BEL)        | Раймонд Дебевець · Словенія (SLO)  |
| Дрібнокаліберна гвинтівка, 50 метрів, три положення (чоловіки) | Нікколо Кампріані · Італія (ITA)       | Кім Чон Хьон · Південна Корея (KOR) | Меттью Еммонс · США (USA)          |
| Трап (чоловіки)                                                | Джованні Церногораз · Хорватія (CRO)   | Массімо Фаббріці · Італія (ITA)     | Фехаїд Аль-Діхані · Кувейт (KUW)   |
| Дубль-трап (чоловіки)                                          | Пітер Вілсон · Велика Британія (GBR)   | Гокан Далбі · Швеція (SWE)          | Василь Мосін · Росія (RUS)         |
| Скит (чоловіки)                                                | Вінсент Хенкок · США (USA)             | Андерс Голдінг · Данія (DEN)        | Насер Аль Атіях · Катар (QAT)      |
| Пневматичний пістолет, 10 метрів (жінки)                       | Гуо Веньцзюнь · Китай (CHN)            | Селін Гобервіль · Франція (FRA)     | Олена Костевич · Україна (UKR)     |
| Пневматична гвинтівка, 10 метрів (жінки)                       | І Силін · Китай (CHN)                  | Сильвія Богацька · Польща (POL)     | Юй Дань · Китай (CHN)              |
| Швидкісний пістолет, 25 метрів (жінки)                         | Кім Джан Мі · Південна Корея (KOR)     | Чень Ін · Китай (CHN)               | Олена Костевич · Україна (UKR)     |
| Дрібнокаліберна гвинтівка, 50 метрів, три положення (жінки)    | Джеймі Лінн Грей · США (USA)           | Івана Максимович · Сербія (SRB)     | Адела Сікорова · Чехія (CZE)       |
| Трап (жінки)                                                   | Джессіка Россі · Італія (ITA)          | Зузана Штефечекова · Чехія (CZE)    | Дельфін Рео · Франція (FRA)        |
| Скит (жінки)                                                   | Кімберлі Род · США (USA)               | Вей Нін · Китай (CHN)               | Данка Бартекова · Словаччина (SVK) |

## Стрільба з лука
| Загальна кількість медалей | Загальна кількість медалей | Загальна кількість медалей | Загальна кількість медалей | Загальна кількість медалей | Олімпійські кільця |
| Місце                      | Країна                     | Золото                     | Срібло                     | Бронза                     | Всього             |
| 1                          | Південна Корея             | 3                          | 0                          | 1                          | 4                  |
| 2                          | Італія                     | 1                          | 0                          | 0                          | 1                  |
| 3                          | Китай                      | 0                          | 1                          | 1                          | 2                  |
| 3                          | Японія                     | 0                          | 1                          | 1                          | 2                  |
| 3                          | Мексика                    | 0                          | 1                          | 1                          | 2                  |

| Дисципліна                        | Золото                                                      | Срібло                                               | Бронза                                                 |
| --------------------------------- | ----------------------------------------------------------- | ---------------------------------------------------- | ------------------------------------------------------ |
| Індивідуальна першість (чоловіки) | О Джін Хьок · Південна Корея (KOR)                          | Фурукава Такахару · Японія (JPN)                     | Дай Сяосян · Китай (CHN)                               |
| Командна першість (чоловіки)      | Італія (ITA) Марко Гальяццо Мауро Несполі Мікеле Франджіллі | США (USA) Брейді Еллісон Джейк Камінскі Джейкоб Вукі | Південна Корея (KOR) Ім Донхьон Кім Боп Мін О Джінхьок |
| Індивідуальна першість (жінки)    | Кі Бо Бе · Південна Корея (KOR)                             | Аїда Роман · Мексика (MEX)                           | Маріана Авітія · Мексика (MEX)                         |
| Командна першість (жінки)         | Південна Корея (KOR) Лі Сон Джін Кі Бо Бе Чхве Хьон Джу     | Китай (CHN) Фан Юйтін Чен Мін Сюй Цзін               | Японія (JPN) Каванака Каорі Хаякава Рен Каніе Мікі     |

## Сучасне п'ятиборство
| Загальна кількість медалей | Загальна кількість медалей | Загальна кількість медалей | Загальна кількість медалей | Загальна кількість медалей | Олімпійські кільця |
| Місце                      | Країна                     | Золото                     | Срібло                     | Бронза                     | Всього             |
| 1                          | Чехія                      | 1                          | 0                          | 0                          | 1                  |
| 1                          | Литва                      | 1                          | 0                          | 0                          | 1                  |
| 2                          | Китай                      | 0                          | 1                          | 0                          | 1                  |
| 2                          | Велика Британія            | 0                          | 1                          | 0                          | 1                  |
| 3                          | Бразилія                   | 0                          | 0                          | 1                          | 1                  |
| 3                          | Угорщина                   | 0                          | 0                          | 1                          | 1                  |

| Дисципліна | Золото                           | Срібло                                 | Бронза                       |
| ---------- | -------------------------------- | -------------------------------------- | ---------------------------- |
| Чоловіки   | Давид Свобода · Чехія (CZE)      | Цао Чжунжун · Китай (CHN)              | Адам Мароші · Угорщина (HUN) |
| Жінки      | Лаура Асадаускайте · Литва (LTU) | Саманта Маррей · Велика Британія (GBR) | Яне Маркеш · Бразилія (BRA)  |

## Теніс
| Загальна кількість медалей | Загальна кількість медалей | Загальна кількість медалей | Загальна кількість медалей | Загальна кількість медалей | Олімпійські кільця |
| Місце                      | Країна                     | Золото                     | Срібло                     | Бронза                     | Всього             |
| 1                          | США                        | 3                          | 0                          | 1                          | 4                  |
| 2                          | Велика Британія            | 1                          | 1                          | 0                          | 2                  |
| 3                          | Білорусь                   | 1                          | 0                          | 1                          | 2                  |

| Дисципліна                 | Золото                                       | Срібло                                         | Бронза                                    |
| -------------------------- | -------------------------------------------- | ---------------------------------------------- | ----------------------------------------- |
| Чоловічий одиночний розряд | Енді Маррей · Велика Британія (GBR)          | Роджер Федерер · Швейцарія (SUI)               | Хуан Мартін дель Потро · Аргентина (ARG)  |
| Чоловічий парний розряд    | США (USA) Боб Браян Майк Браян               | Франція (FRA) Мікаель Льодра Жо-Вілфрід Тсонга | Франція (FRA) Жульєн Беннето Рішар Гаске  |
| Жіночий одиночний розряд   | Серена Вільямс · США (USA)                   | Марія Шарапова · Росія (RUS)                   | Вікторія Азаренко · Білорусь (BLR)        |
| Жіночий парний розряд      | США (USA) Серена Вільямс Вінус Вільямс       | Чехія (CZE) Андреа Главачкова Луціє Градецька  | Росія (RUS) Марія Кириленко Надія Петрова |
| Змішаний розряд            | Білорусь (BLR) Вікторія Азаренко Макс Мирний | Велика Британія (GBR) Лора Робсон Енді Маррей  | США (USA) Ліза Реймонд Майк Браян         |

## Тріатлон
| Загальна кількість медалей | Загальна кількість медалей | Загальна кількість медалей | Загальна кількість медалей | Загальна кількість медалей | Олімпійські кільця |
| Місце                      | Країна                     | Золото                     | Срібло                     | Бронза                     | Всього             |
| 1                          | Велика Британія            | 1                          | 0                          | 1                          | 2                  |
| 2                          | Швейцарія                  | 1                          | 0                          | 0                          | 1                  |
| 3                          | Іспанія                    | 0                          | 1                          | 0                          | 1                  |
| 3                          | Швеція                     | 0                          | 1                          | 0                          | 1                  |

| Дисципліна | Золото                                  | Срібло                                     | Бронза                                   |
| ---------- | --------------------------------------- | ------------------------------------------ | ---------------------------------------- |
| Чоловіки   | Алістер Браунлі · Велика Британія (GBR) | Франціско Хав'єр Гомес Ноя · Іспанія (ESP) | Джонатан Браунлі · Велика Британія (GBR) |
| Жінки      | Нікола Шпіріг · Швейцарія (SUI)         | Ліза Норден · Швеція (SWE)                 | Ерін Деншем · Австралія (AUS)            |

## Тхеквондо
| Загальна кількість медалей | Загальна кількість медалей | Загальна кількість медалей | Загальна кількість медалей | Загальна кількість медалей | Олімпійські кільця |
| Місце                      | Країна                     | Золото                     | Срібло                     | Бронза                     | Всього             |
| 1                          | Іспанія                    | 1                          | 2                          | 0                          | 3                  |
| 2                          | Китай                      | 1                          | 1                          | 1                          | 3                  |
| 3                          | Південна Корея             | 1                          | 1                          | 0                          | 2                  |
| 3                          | Туреччина                  | 1                          | 1                          | 0                          | 2                  |

| Вагова категорія       | Золото                                | Срібло                               | Бронза                                  |
| ---------------------- | ------------------------------------- | ------------------------------------ | --------------------------------------- |
| до 58 кг (чоловіки)    | Хоель Гонсалес · Іспанія (ESP)        | Лі Техун · Південна Корея (KOR)      | Олексій Денисенко · Росія (RUS)         |
| до 58 кг (чоловіки)    | Хоель Гонсалес · Іспанія (ESP)        | Лі Техун · Південна Корея (KOR)      | Оскар Муньйос · Колумбія (COL)          |
| до 68 кг (чоловіки)    | Сервет Тазегюл · Туреччина (TUR)      | Могаммад Багері Мотамед · Іран (IRI) | Терренс Дженнінгс · США (USA)           |
| до 68 кг (чоловіки)    | Сервет Тазегюл · Туреччина (TUR)      | Могаммад Багері Мотамед · Іран (IRI) | Рогулла Нікпаї · Афганістан (AFG)       |
| до 80 кг (чоловіки)    | Себастьян Крісманіч · Аргентина (ARG) | Ніколас Гарсія · Іспанія (ESP)       | Лутало Мугаммад · Велика Британія (GBR) |
| до 80 кг (чоловіки)    | Себастьян Крісманіч · Аргентина (ARG) | Ніколас Гарсія · Іспанія (ESP)       | Мауро Сармієнто · Італія (ITA)          |
| понад 80 кг (чоловіки) | Карло Молфетта · Італія (ITA)         | Антоні Обаме · Габон (GAB)           | Робеліс Деспейнь · Куба (CUB)           |
| понад 80 кг (чоловіки) | Карло Молфетта · Італія (ITA)         | Антоні Обаме · Габон (GAB)           | Лю Сяобо · Китай (CHN)                  |
| до 49 кг (жінки)       | У Цзін'юй · Китай (CHN)               | Бріхітт Ягуе · Іспанія (ESP)         | Чанатіп Сонхам · Таїланд (THA)          |
| до 49 кг (жінки)       | У Цзін'юй · Китай (CHN)               | Бріхітт Ягуе · Іспанія (ESP)         | Луція Занінович · Хорватія (CRO)        |
| до 57 кг (жінки)       | Джейд Джонс · Велика Британія (GBR)   | Хоу Юйчжо · Китай (CHN)              | Марлен Арнуа · Франція (FRA)            |
| до 57 кг (жінки)       | Джейд Джонс · Велика Британія (GBR)   | Хоу Юйчжо · Китай (CHN)              | Цзен Лічен · Китайський Тайбей (TPE)    |
| до 67 кг (жінки)       | Хван Кьон Сон · Південна Корея (KOR)  | Нур Татар · Туреччина (TUR)          | Пейдж Макферсон · США (USA)             |
| до 67 кг (жінки)       | Хван Кьон Сон · Південна Корея (KOR)  | Нур Татар · Туреччина (TUR)          | Гелена Фромм · Німеччина (GER)          |
| понад 67 кг (жінки)    | Міліця Мандич · Сербія (SRB)          | Анн-Каролін Графф · Франція (FRA)    | Анастасія Баришнікова · Росія (RUS)     |
| понад 67 кг (жінки)    | Міліця Мандич · Сербія (SRB)          | Анн-Каролін Графф · Франція (FRA)    | Марія Еспіноза · Мексика (MEX)          |

## Фехтування
| Загальна кількість медалей | Загальна кількість медалей | Загальна кількість медалей | Загальна кількість медалей | Загальна кількість медалей | Олімпійські кільця |
| Місце                      | Країна                     | Золото                     | Срібло                     | Бронза                     | Всього             |
| 1                          | Італія                     | 3                          | 2                          | 2                          | 7                  |
| 2                          | Південна Корея             | 2                          | 1                          | 3                          | 6                  |
| 3                          | Китай                      | 2                          | 0                          | 1                          | 3                  |

| Дисципліна                | Золото                                                                               | Срібло                                                                               | Бронза                                                                     |
| ------------------------- | ------------------------------------------------------------------------------------ | ------------------------------------------------------------------------------------ | -------------------------------------------------------------------------- |
| Шпага, особиста першість  | Рубен Лімардо · Венесуела (VEN)                                                      | Бартош П'ясецький · Норвегія (NOR)                                                   | Чон Джін Сон · Південна Корея (KOR)                                        |
| Рапіра, особиста першість | Лей Шен · Китай (CHN)                                                                | Алаельдін Абуелькассем · Єгипет (EGY)                                                | Чхой Бьон Чхоль · Південна Корея (KOR)                                     |
| Рапіра, командна першість | Італія · Валеріо Аспромонте · Джорджо Авола · Андреа Бальдіні · Андреа Кассара       | Японія · Авадзі Сугуру · Тіда Кента · Міяке Рьо · Ота Юкі                            | Німеччина · Петер Йоппіх · Себастьян Бахманн · Беньямін Клейбрінк          |
| Шабля, особиста першість  | Арон Сіладьї · Угорщина (HUN)                                                        | Дієго Окк'юцці · Італія (ITA)                                                        | Микола Ковальов · Росія (RUS)                                              |
| Шабля, командна першість  | Південна Корея · Ку Бон Гіль · Вон У Йон · Кім Джон Хван · О Ин Сок                  | Румунія (ROU) Рареш Думітреску Тіберіу Дольнічану Флорін Заломір Александру Сірітяну | Італія · Альдо Монтано · Дієго Окк'юцці · Луїджі Самеле · Луїджі Тарантіно |
| Шпага, особиста першість  | Яна Шемякіна · Україна (UKR)                                                         | Брітта Гейдеманн · Німеччина (GER)                                                   | Сунь Юйцзє · Китай (CHN)                                                   |
| Шпага, командна першість  | Китай · Сунь Юйцзє · Сюй Аньці · Лі На · Ло Сяоцзюань                                | Південна Корея · Сін А Рам · Чхве Ін Джон · Чон Хьо Джон · Чхве Ин Сук               | США · Кортні Герлі · Келлі Герлі · Майя Лоуренс · Сюзі Сканлан             |
| Рапіра, особиста першість | Еліза ді Франциска · Італія (ITA)                                                    | Аріанна Ерріго · Італія (ITA)                                                        | Валентіна Веццалі · Італія (ITA)                                           |
| Рапіра, командна першість | Італія · Аріанна Ерріго · Еліза ді Франциска · Валентіна Веццалі · Іларія Сальваторі | Росія · Інна Дериглазова · Лариса Коробейникова · Аїда Шанаєва · Камілла Гафурзянова | Південна Корея · Нам Хьон Хий · Чон Хий Сук · Чон Гір Ок · О Ха На         |
| Шабля, особиста першість  | Кім Джі Йон · Південна Корея (KOR)                                                   | Софія Велика · Росія (RUS)                                                           | Ольга Харлан · Україна (UKR)                                               |

## Футбол
| Загальна кількість медалей | Загальна кількість медалей | Загальна кількість медалей | Загальна кількість медалей | Загальна кількість медалей | Олімпійські кільця |
| Місце                      | Країна                     | Золото                     | Срібло                     | Бронза                     | Всього             |
| 1                          | Мексика                    | 1                          | 0                          | 0                          | 1                  |
| 1                          | США                        | 1                          | 0                          | 0                          | 1                  |
| 2                          | Бразилія                   | 0                          | 1                          | 0                          | 1                  |
| 2                          | Японія                     | 0                          | 1                          | 0                          | 1                  |
| 3                          | Канада                     | 0                          | 0                          | 1                          | 1                  |
| 3                          | Південна Корея             | 0                          | 0                          | 1                          | 1                  |

## Хокей на траві
| Загальна кількість медалей | Загальна кількість медалей | Загальна кількість медалей | Загальна кількість медалей | Загальна кількість медалей | Олімпійські кільця |
| Місце                      | Країна                     | Золото                     | Срібло                     | Бронза                     | Всього             |
| 1                          | Нідерланди                 | 1                          | 1                          | 0                          | 2                  |
| 2                          | Німеччина                  | 1                          | 0                          | 0                          | 1                  |
| 3                          | Аргентина                  | 0                          | 1                          | 0                          | 1                  |